# Histoire économique du Japon
L'histoire économique du Japon est surtout étudiée pour la spectaculaire croissance sociale et économique des années 1800 après la restauration de Meiji, quand ce pays est devenu la première puissance non européenne, et pour son expansion après la Seconde Guerre mondiale, lorsque le Japon a récupéré de la dévastation pour devenir la troisième puissance économique mondiale derrière les États-Unis et la Chine. Les économistes ont analysé la situation économique unique de cette nation au cours de la guerre froide, avec des exportations en direction à la fois des États-Unis et des pays alignés sur l'Union soviétique et portent un intérêt particulier à la situation de la période de l'après-guerre froide appelée la « décennie perdue » du Japon.

## Premiers contacts avec l'Europe (XVIesiècle)

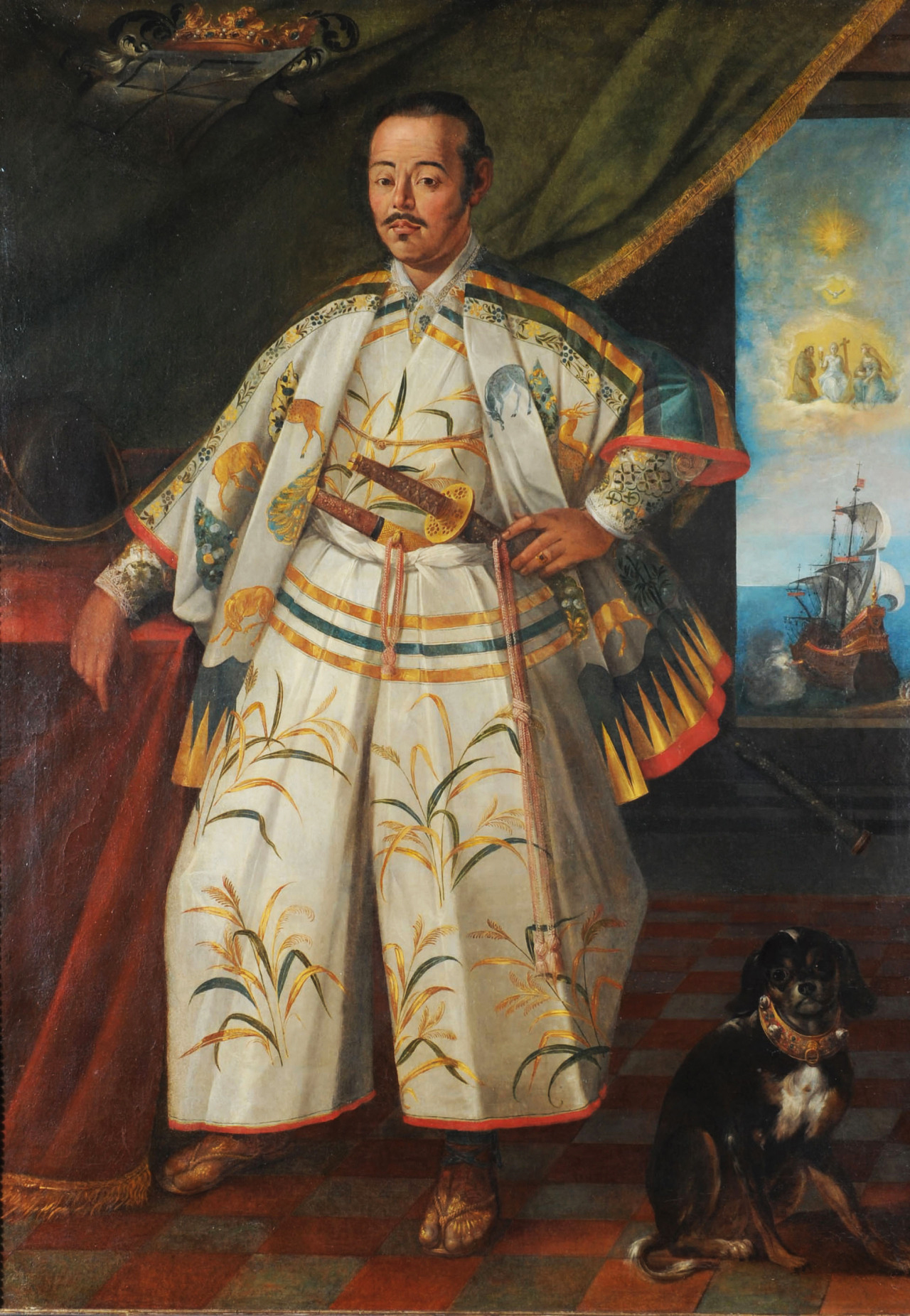
Le samourai Hasekura Tsunenaga à Rome en 1615, Coll. Borghese, Rome.

Les Européens de la Renaissance sont très admiratifs du Japon lorsqu'ils atteignent le pays au XVIe siècle. Le Japon est considéré comme un pays immensément riche en métaux précieux, principalement en raison des descriptions de Marco Polo relatives aux temples et aux palais dorés, mais aussi en raison de l'abondance relative des minerais de surface caractéristiques d'un pays volcanique, avant que l'exploitation minière en profondeur et à grande échelle soit rendue possible à l'époque industrielle. Le Japon va devenir un grand exportateur de cuivre et d'argent au cours de la période.
Le Japon est également perçu comme une société féodale sophistiquée avec une haute culture et une technologie pré-industrielle avancée. Il est densément peuplé et urbanisé. Les observateurs européens de premier plan de l'époque s'accordent à dire que les Japonais « excellent non seulement par rapport à tous les autres peuples orientaux, ils surpassent également les Européens » (Alessandro Valignano, 1584, Historia del Principo y Progresso de la Compania de Jesus en las Indias Orientales).
Les premiers visiteurs européens sont surpris par la qualité de l'artisanat japonais et de son orfèvrerie. Cela provient du fait que le Japon lui-même est plutôt pauvre en ressources naturelles qui se trouvent souvent en Europe, en particulier le fer. Ainsi, les Japonais sont notoirement économes avec leurs ressources consommables; le peu qu'ils ont, ils l'utilisent avec une habileté experte.

### Commerce avec l'Europe
Les cargaisons des premiers navires portugais (environ quatre petits navires chaque année) qui arrivent au Japon se composent presque entièrement de produits chinois (soie, porcelaine). Les Japonais sont très désireux d'acquérir ces biens, mais sont interdits de tout contact avec l'empereur de Chine en punition des incursions de leurs pirates wakō. Les Portugais (qui sont appelés « Nanban », littéralement « Barbares du Sud »), saisissent la possibilité d'agir comme intermédiaires dans le commerce asiatique.

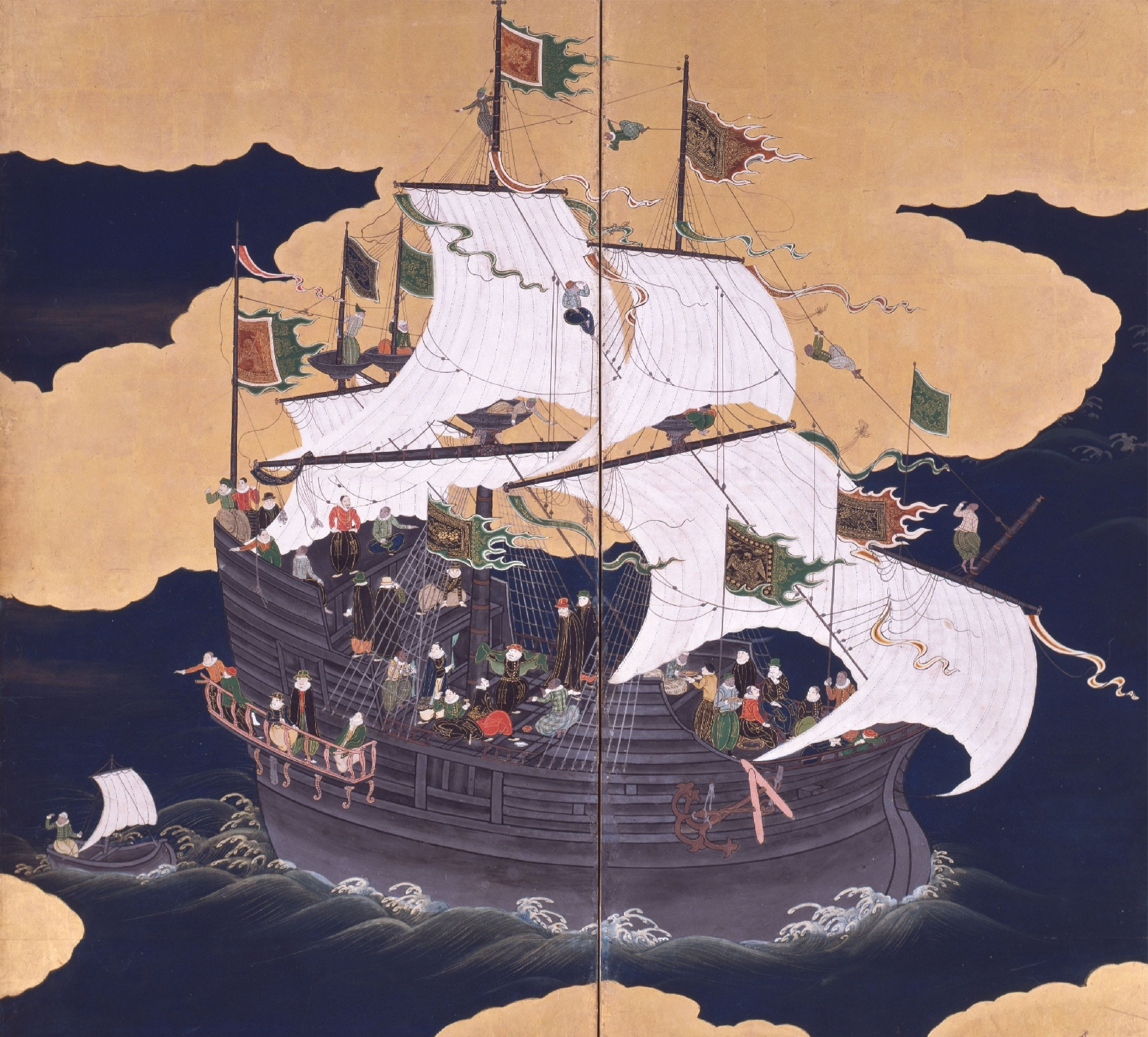
Caraque portugaise à Nagasaki, XVIIe siècle.

À partir de son acquisition de Macao en 1557 et de sa reconnaissance formelle comme partenaire commercial par les Chinois, la Couronne portugaise commence à réglementer le commerce au Japon en vendant au plus offrant la « capitaintie » au Japon, ce qui confère de fait des droits commerciaux exclusifs pour une seule caraque à destination du Japon chaque année. Les caraques sont de très grands navires, habituellement entre 1 000 et 1 500 tonnes, d'environ le double ou le triple de la taille d'un grand galion ou d'une jonque.
Ce commerce se poursuit avec quelques interruptions jusqu'en 1638 quand il est interdit au motif que les navires transportent en contrebande des prêtres au Japon.
Le commerce portugais est de plus en plus contesté par des contrebandiers chinois sur des jonques, des Japonais à bord de shuinsens à partir d'environ 1592 (une dizaine de navires chaque année), des navires espagnols de Manille vers 1600 (un navire d'un an), les Hollandais en 1609 et les Anglais en 1613 (un navire par an).
Les Hollandais qui, plutôt que Nanban sont appelés Kōmō (Jp:紅毛, lit. « Cheveux rouges ») par les Japonais, arrivent au Japon pour la première fois en 1600 à bord du Liefde. Leur pilote est William Adams, premier Anglais à atteindre le Japon. En 1605, deux des membres de l'équipage du Liefde sont envoyés à Patani par Tokugawa Ieyasu, pour inviter les Hollandais à commercer avec le Japon. Victor Sprinckel, chef du comptoir hollandais de Patani, refuse au motif qu'il est trop occupé avec l'opposition portugaise en Asie du Sud-Est. En 1609 cependant, le Hollandais Jacques Specx arrive avec deux navires à Hirado, et par l'intermédiaire d'Adams, obtient des privilèges commerciaux de Ieyasu.
Les Hollandais se livrent au piratage et au combat naval afin d'affaiblir la navigation portugaise et espagnole dans le Pacifique, et, finalement, deviennent les seuls Occidentaux à avoir accès au Japon à partir de la petite enclave de Dejima après 1638 et pour les deux siècles suivants.

## Époque d'Edo

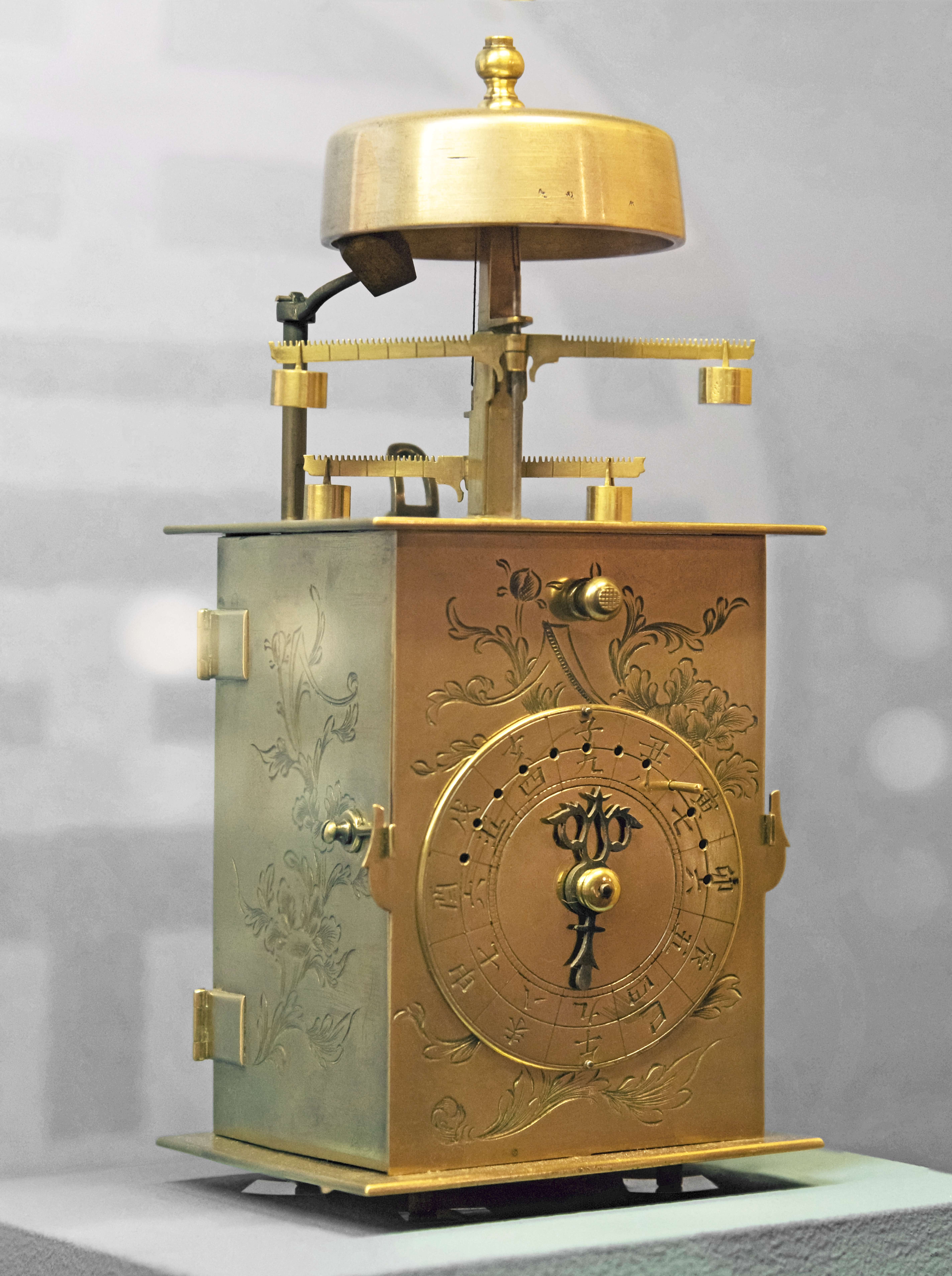
Horloge de fabrication japonaise du XVIIIe siècle, ou wadokei. Deux foliots séparés permettent à cette horloge de fonctionner à deux vitesses différentes pour indiquer des heures différentes.

Le début de l'époque d'Edo coïncide avec les dernières décennies de l'époque du commerce Nanban au cours de laquelle ont lieu d'intenses interactions avec les puissances européennes, sur le plan économique et religieux. C'est au début de l'époque d'Edo que le Japon construit ses premiers navires de guerre océaniques à l'occidentale, tels que le San Juan Bautista, navire de type galion de 500 t qui transporte une ambassade japonaise dirigée par Hasekura Tsunenaga pour les Amériques et qui ensuite continue vers l'Europe. Également au cours de cette période, le bakufu commande environ 350 shuinsens, navires de commerce armés à trois-mâts pour le commerce intra-asiatique. Des aventuriers japonais, tels que Yamada Nagamasa, sont actifs dans toute l'Asie.
Afin d'éradiquer l'influence de la christianisation, le Japon entre dans une période d'isolement appelée sakoku, au cours de laquelle son économie connaît la stabilité et un léger progrès.
Le développement économique au cours de l'époque d'Edo se traduit par l'urbanisation, l'augmentation du trafic maritime de marchandises, une expansion importante des produits nationaux et, d'abord, du commerce extérieur, et une diffusion des industries du commerce et de l'artisanat. Les métiers de la construction prospèrent, avec des facilités bancaires et des associations de commerçants. De plus en plus, les autorités des  han supervisent une production agricole en hausse et la propagation de l'artisanat rural.
Au milieu du XVIIIe siècle, la population d'Edo est de plus d'un million d'habitants et Osaka et Kyoto en comptent chacun plus de 400 000. De nombreuses autres jōkamachi (villes-château) se développent également. Osaka et Kyoto deviennent des centres de production en pointe pour les négociations et l'artisanat, alors que Edo est le centre de la fourniture de nourriture et de biens de consommation urbains essentiels.
Le riz est la base de l'économie, comme les daimyo perçoivent les impôts des paysans sous la forme de riz. Les impôts sont élevés, environ 40 % de la récolte. Le riz est vendu au marché fudasashi à Edo. Pour lever des fonds, les daimyo utilisent des contrats forward afin de vendre le riz qui n'est même pas encore récolté. Ces contrats sont similaires aux modernes contrats à terme.
Au cours de la période, le Japon étudie progressivement les sciences et les techniques occidentales (appelées « rangaku », littéralement « études hollandaises ») au moyen des informations et des livres reçus des commerçants néerlandais installés à Dejima. Les principaux domaines étudiés comprennent la géographie, la médecine, les sciences naturelles, l'astronomie, l'art, les langues, les sciences physiques telles que l'étude des phénomènes électriques, mécaniques et les sciences comme en témoigne le développement des horloges japonaises, ou wadokei, inspirées des techniques occidentales.

## Sous l'empire du Japon (1868-1945)

### Premières initiatives étatiques au début de l'ère Meiji
L'industrie est modernisée en ayant recours au modèle des manufactures d'État. Des usines sont créées ex nihilo grâce à du matériel acheté à crédit à l'étranger, et des usines plus anciennes — créées par des daimyō ou l'administration shogunale — sont reprises par l’État. Le développement de Hokkaidō est aussi décidé. Les évolutions sociales rapides sont cependant à l'origine de révoltes parmi les samouraïs — comme en 1874 à Saga, et en 1877 à Satsuma — qui font peser de nouvelles charges sur l'État. Pour faire face aux déficits budgétaires causés par les dépenses, le gouvernement et les banques ont recours à de nombreuses émissions de monnaie, ce qui fait plonger la valeur des billets en circulation, face aux pièces d'argent. En 1880 un cours forcé des billets est imposé et la même année, un coup de frein est donné aux dépenses visant au développement industriel. Cette crise monétaire entraîne une dépression de 1881 à 1886, que le ministre des finances Matsukata Masayoshi doit affronter. Les dépenses de l'État sont réduites, et plusieurs impôts, instaurés — dont l'impôt sur le revenu, en 1887. Créée en 1882, la Banque du Japon assure la conversion des billets émis auparavant en pièces d'argent, et permet ainsi d'assainir la situation financière.
Les entreprises créées par l'État au début de l'ère Meiji sont privatisées dix ans après leur création, ce qui permet au gouvernement de dégager des liquidités. Des conglomérats, comme Mitsubishi ou Mitsui, se renforcent par ce biais, le plus souvent à très bon compte. Ces entreprises nationales créées dans les années 1870 concentrent leurs activités dans le domaine de la construction navale, des arsenaux et des mines. L’État prend aussi des initiatives pour construire des usines produisant du ciment, du verre et des lainages.
La production agricole connaît quelques progrès entre les années 1860 et les années 1890. Bien que la population augmente de près d'un tiers au cours de cette période, le pays reste exportateur de produits agricoles. La surface cultivée augmente de près de cent mille hectares de rizières, et de 80 000 hectares de terres agricoles sèches, la moitié de cette dernière surface étant obtenue grâce à la mise en valeur de Hokkaidō. L'amélioration des transports et le déploiement d'entrepôts plus modernes permet aussi de réduire les pertes alimentaires.
La production minière est rapidement considérée comme une priorité, permettant d'alimenter de nouvelles usines. Sous l'impulsion de personnalités comme Inoue Kaoru, l'État acquiert des mines, de manière à les moderniser, puis ouvre des écoles dans lesquelles des conseillers étrangers sont employés pour former les mineurs. L'usage d'outils modernes, comme des pompes à vapeur ou des explosifs, se développe. La production de charbon passe ainsi de 400 000 tonnes dans les années 1860 à 2 600 000 tonnes en 1890. Entre 1860 et 1900, la production de cuivre passe quant à elle de 1 000 à 29 400 tonnes.
Des infrastructures modernes commencent à être déployées à l'échelle du pays. En 1895, sont construites plus de trois mille kilomètres de lignes de chemin de fer, la plupart à l'initiative d'investisseurs privés. À la même date, six mille kilomètres de lignes télégraphiques parcourent le pays. À partir des années 1870, le Japon développe aussi une marine marchande, laquelle lui permet de contrôler 14 % des flux rentrants dans les ports du pays.
Le Japon continue de dépendre de l'Occident pour plusieurs de ses importations, comme les machines-outils, l'acier, les équipements militaires. Le pays importe aussi de grandes quantités de balles de coton pour ses usines de tissu. Le Japon exporte ensuite ses cotonnades, qui au début des années 1890, représentent 42 % de toutes ses exportations.

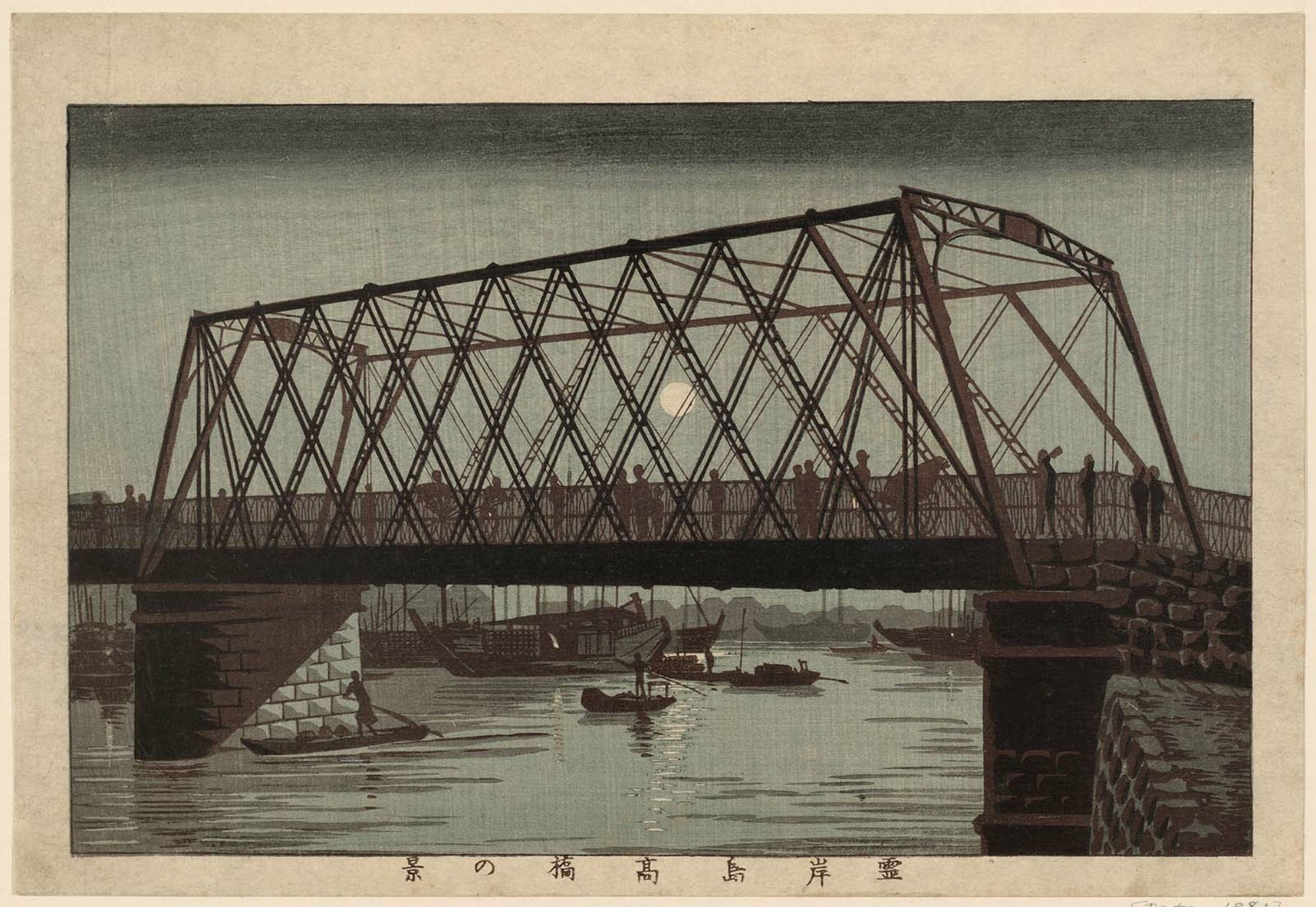
Pont métallique dans une Nishiki-e de 1877.
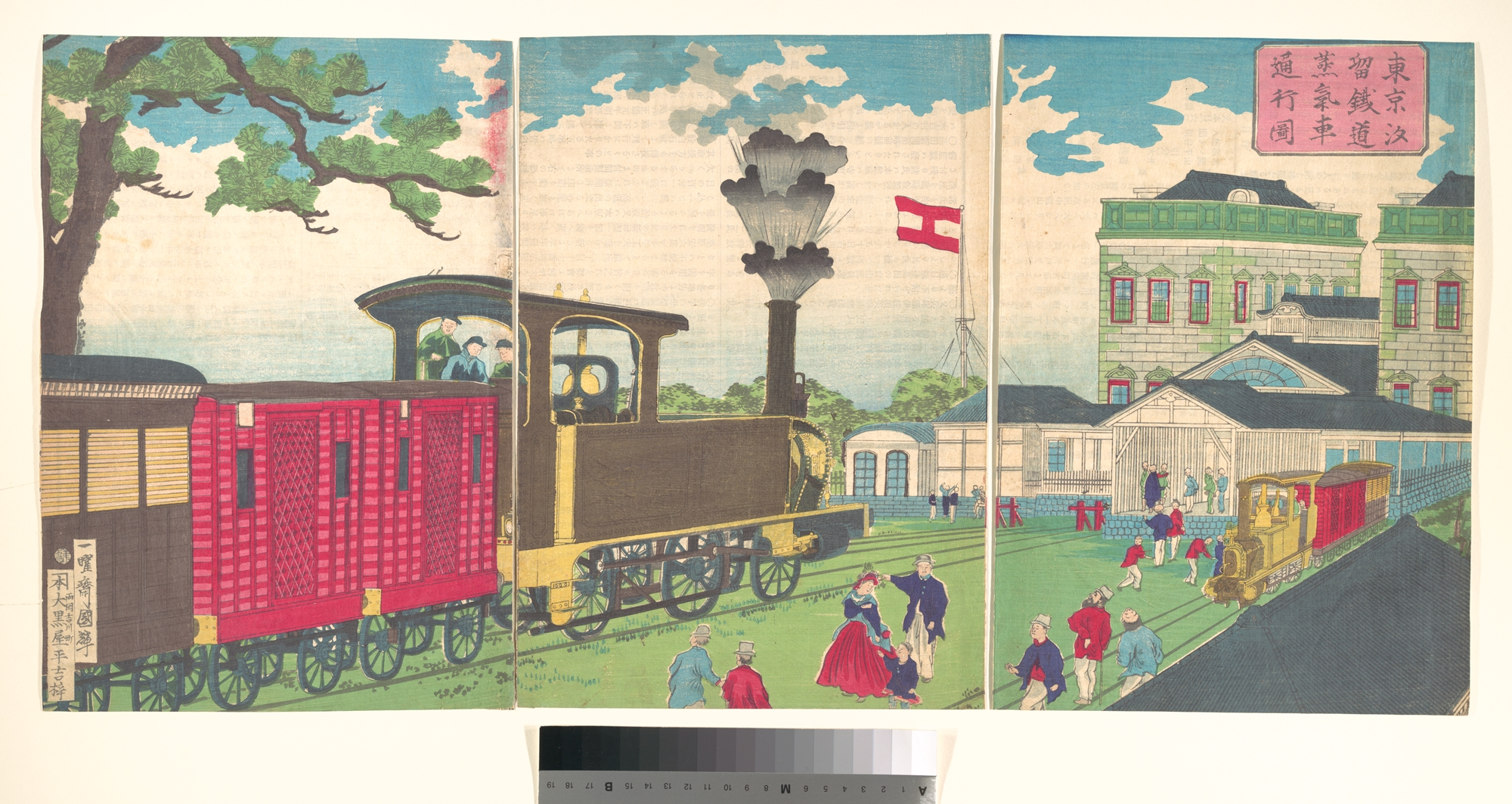
Train à vapeur arrivant à la gare de Shiodome dans une ukiyo-e de 1872.
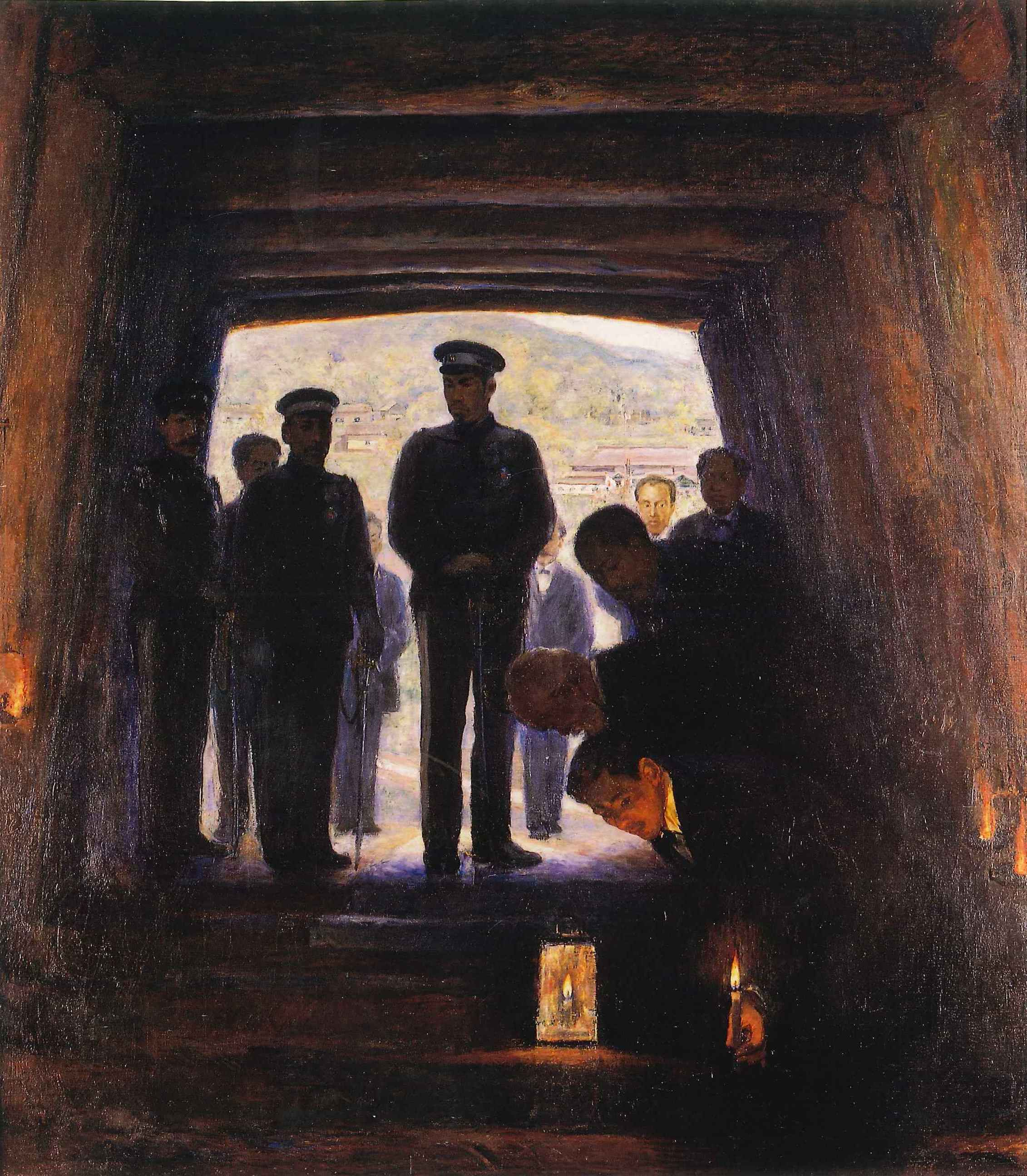
Peinture de l'empereur visitant une mine d'argent dans la préfecture d'Akita en 1881.
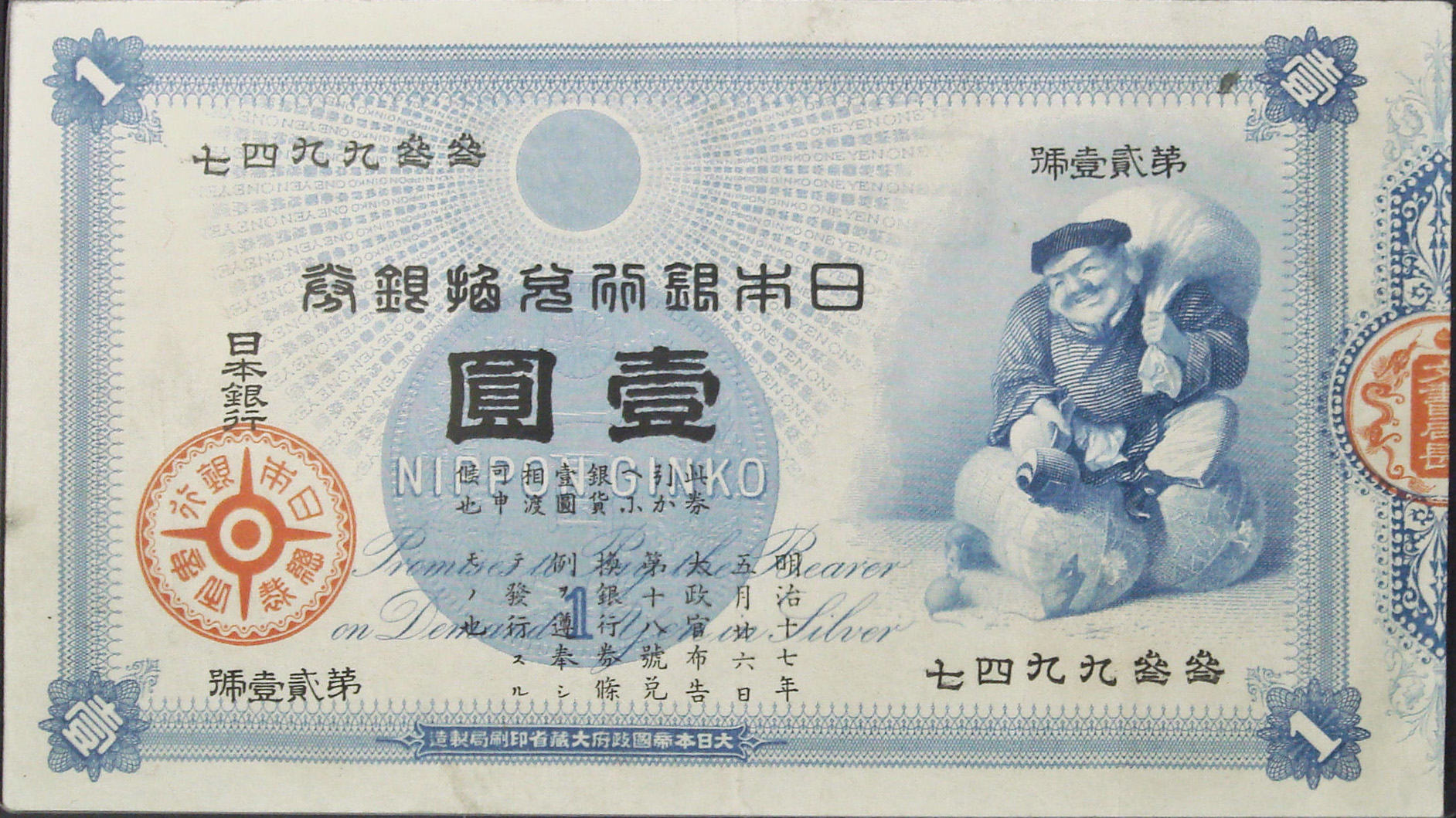
Billet d'un yen de 1885 convertible en monnaie d'argent.

### Forte croissance dans la seconde moitié de l'ère Meiji
L'économie japonaise connaît une phase de forte croissance dans la seconde moitié de l'ère Meiji. Entre 1880 et 1914, le revenu national brut augmente de 4 % par an en moyenne. Cette tendance est plus accentuée entre 1895 et 1905, la production industrielle doublant lors de cette période. Le secteur textile représente une part importante de cette production et joue un rôle moteur pour le reste du secteur industriel. En 1900, 67 % des ouvriers y travaillent et en 1913, la production du pays atteint la quatrième place mondiale. En 1904, l'industrie lourde bénéficie du déclenchement de la guerre russo-japonaise, mais aussi, de l'essor des chemins de fer dans le pays. La production passe de sept mille tonnes d'acier en 1901 à 70 000 tonnes en 1906, et 500 000 tonnes en 1919. La part des actifs travaillant pour l'industrie passe de 6 % en 1880 à 20 % en 1920. En 1918, la part de la production industrielle dépasse la part de la production agricole dans le revenu national brut.
Le développement de l'industrie lourde japonaise s'accompagne de quelques particularités. L'importation de matières premières depuis l'étranger (comme le charbon et le fer) — en tant que principales sources d'approvisionnement — permet à des aciéries comme celles de Yahata (ouverte en 1901) de prospérer au-delà de ce que permet la production locale. Celle-ci est alors essentiellement approvisionnée en minerai venant de Chine ou de Corée, préfigurant la logistique industrielle qui se met en place par la suite, lors de l'exploitation des colonies japonaises. La transition de la machine à vapeur vers l'électricité est tout aussi rapide au Japon. Dès 1887, une première centrale électrique au charbon ouvre à Tokyo, et en 1891, la première centrale hydroélectrique ouvre près de Kyoto. En 1913, 2,3 millions de foyers ont accès à l'électricité, et ce chiffre double dès 1917. Toujours en 1917, l'électricité dépasse la vapeur en puissance utilisée dans les usines du pays ; elle permet le développement de certaines productions, comme celle de fertilisants, mais aussi, le fonctionnement des usines la nuit, grâce à la généralisation des ampoules électriques.
Cependant, la hausse de la production se fait souvent au détriment des travailleurs des différents secteurs. Dans l'agriculture, près de la moitié des surfaces cultivées sont exploitées par des fermiers qui ne possèdent pas la terre, et qui doivent parfois reverser à leurs propriétaires près de 60 % des fruits de leur travail. Dans le secteur textile où la main d’œuvre est principalement féminine, les salaires sont particulièrement bas, et les conditions de travail et d'hébergement, le plus souvent insalubres. Les conditions ne sont guère différentes dans le secteur minier, et des sites comme les mines de cuivre d'Ashio ont à cet égard très mauvaise réputation. De telles conditions de travail rendent le recrutement de plus en plus difficile, alors qu'il est nécessaire d'augmenter la production. De nombreux ouvriers n'hésitent pas à fuir vers les grands centres urbains, ou même à l'étranger, au Brésil ou à Hawaï.
À la même époque, se constitue un mouvement ouvrier, réclamant l'élaboration d'un droit du travail, ainsi qu'une amélioration des rémunérations et des conditions de travail. Des grèves éclatent dans le secteur de la métallurgie (1897) et des chemins de fer (1898), et en 1898, un premier syndicat clandestin est créé dans le secteur de l'imprimerie. La réponse des autorités est initialement violente. En 1900, des lois sont promulguées pour restreindre les possibilités de manifester et de se regrouper ; l'armée et les Yakuza sont régulièrement utilisés pour réprimer les grèves. La situation se tend en particulier après l'incident de haute trahison en 1911 qui voit une douzaine d'anarchistes tenter d'assassiner l'empereur Taishō Tennō. La première législation du travail n'est votée qu'en 1912, et n'est appliquée qu'à partir de 1916. Celle-ci met l'accent sur les conditions de travail, plus que sur les salaires, et vise par ce biais à développer la fidélité de l'ouvrier envers son employeur, dans une vision confucéenne. L'âge minimum pour travailler est alors fixé à 12 ans et la durée maximale du travail journalier pour les femmes et les enfants, à 12 heures.

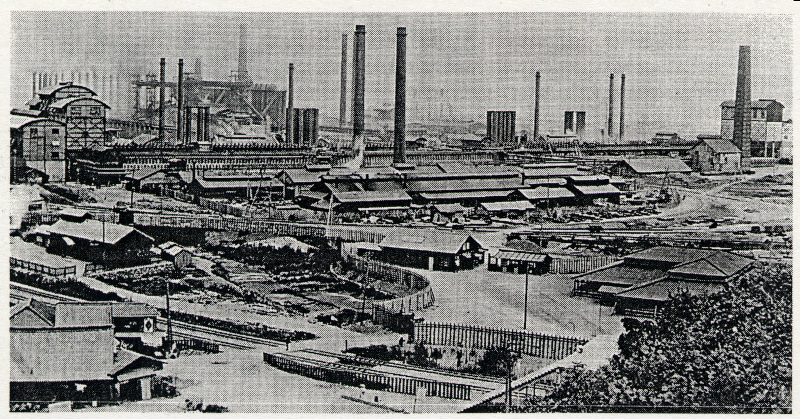
Aciéries à Yahata vers 1910.
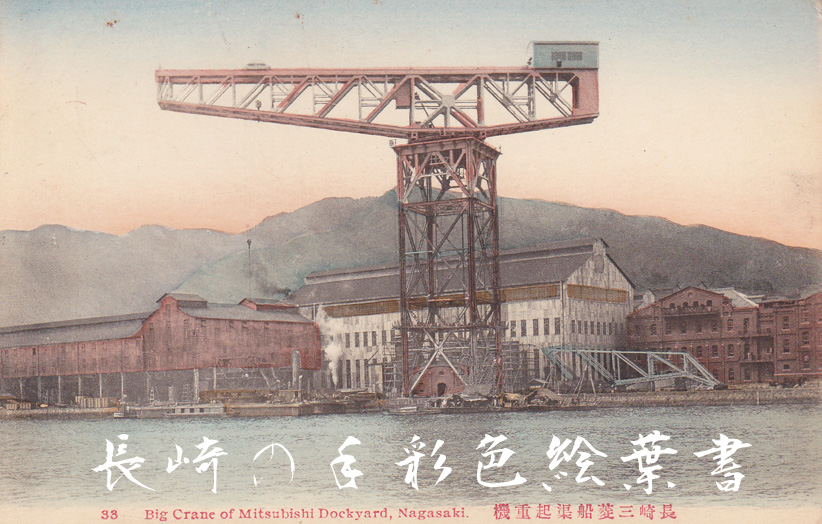
Grue électrique d'un chantier naval construite en Écosse et opérée par Mitsubishi à Nagasaki vers 1910.
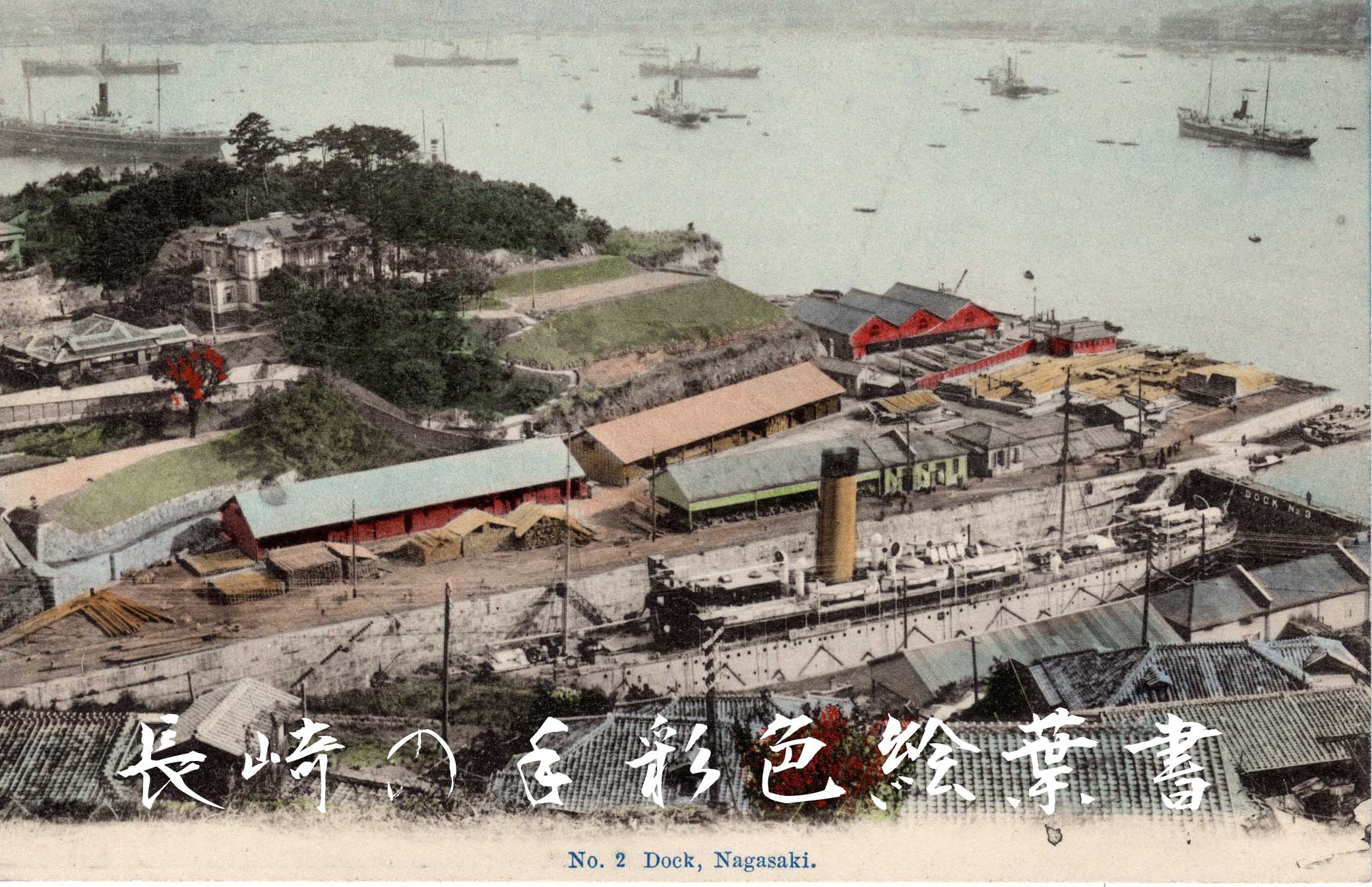
Chantier naval à Nagasaki vers 1910.
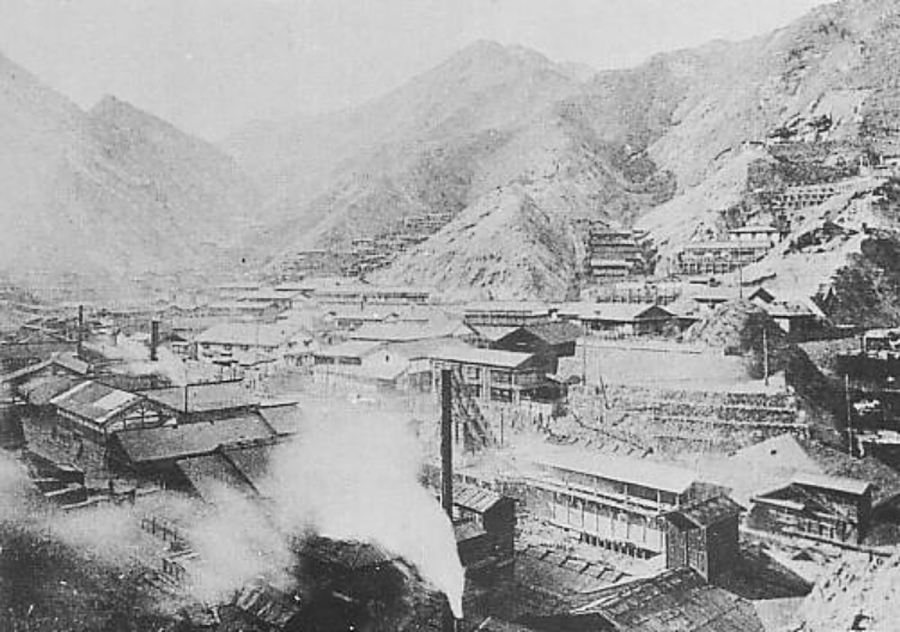
Mine de cuivre d'Ashio vers 1895.
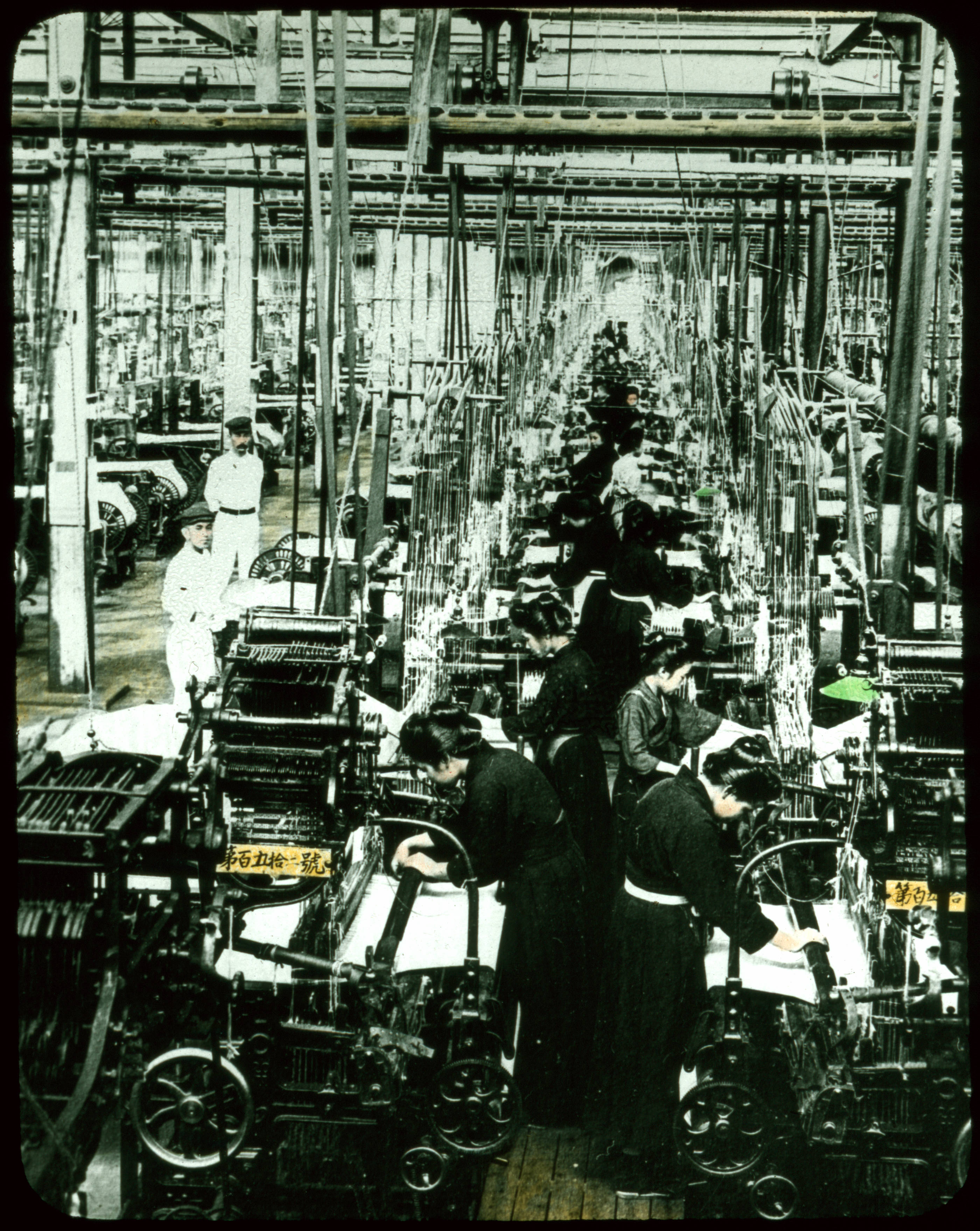
Usine textile vers 1910.

### Des crises de l'ère Taishō à la crise de 1929
Le Japon bénéficie économiquement de la Première Guerre mondiale, en fournissant du matériel aux Alliés — notamment des bateaux (le chiffre d'affaires des constructeurs est multiplié par dix entre 1914 et 1919) —, mais aussi, en captant de nouveaux marchés internationaux, jusque-là dominés par les Occidentaux (fournitures de cotonnades en Chine et en Inde notamment). Entre 1917 et 1920, le produit national brut augmente ainsi globalement de 20 %. La balance commerciale du pays devient momentanément bénéficiaire ; elle passe ainsi d'un déficit d'un milliard de yens en 1913 à un excédent de deux milliards de yens en 1920. Sitôt le choc du conflit absorbé par les puissances occidentales, la balance commerciale du Japon redevient déficitaire, alors que s'installe un certain marasme, consécutif à la dépression de 1920-1921. Le prix de certaines denrées — comme le riz, le coton et la soie — s'effondre sur les marchés, ce qui entraîne des faillites et fragilise les zaibatsu les plus petits, comme Furukawa Group. En 1922, lorsque la situation économique japonaise se stabilise, plusieurs incidents financiers éclatent, comme la faillite d'une douzaine de banques locales et la ruine du spéculateur Sadashichi Ishii, ce qui prolonge une certaine tension sur les marchés.
L'essor économique qui accompagne la Première Guerre mondiale se déroule cependant au détriment de la population. L'inflation entraîne rapidement une augmentation du prix des produits alimentaires, comme le riz — dont le prix double pendant l'été 1918, ce qui provoque quelque 497 émeutes dans tout le pays. Cette agitation, qui mobilise jusqu'à un million de personnes, dynamise les premiers syndicats japonais d'ampleur nationale, qui ont commencé à se structurer dans la clandestinité, dès 1916. En août 1919, est organisé un premier congrès national de ces syndicats, lequel relaie diverses revendications, depuis la reconnaissance officielle des syndicats, jusqu'à la journée de 8 heures. En 1922, un premier syndicat ouvrier officiel est ainsi créé, la Fédération générale des travailleurs japonais (ou Sōdōmei), alors que le mouvement ouvrier commence à être parcouru par une division entre réformistes et révolutionnaires. La même année, se constitue également un syndicat de fermiers, alors que se multiplient les conflits entre ces derniers et les propriétaires.
Le séisme du Kantō de 1923 ravage Tokyo et plonge ainsi le pays dans une nouvelle crise économique. Pour financer la reconstruction, la banque du Japon émet des « bons d'obligation du séisme ». L'effondrement des exportations (provoqué par ces destructions) conjugué à la hausse des importations (exigée par la reconstruction de la capitale) entraîne une chute du taux de change de la monnaie nationale. En 1924, lorsque le gouvernement doit emprunter sur les marchés étrangers, les taux d'intérêts négociés auprès de banques américaines et britanniques sont très élevés. Le remboursement de ceux-ci entraîne indirectement en 1927 la faillite d'une banque de Kōbe, laquelle provoque à son tour la faillite d'une quarantaine de banques régionales et de trois banques majeures, ainsi que la chute du gouvernement Wakatsuki. Une panique bancaire gagne alors le pays (près de 11 % de tous les dépôts sont retirés) et le gouvernement doit imposer un moratoire des paiements d'une durée de 20 jours. L'éclatement de cette crise financière Shōwa marque durablement le pays et affaiblit ses finances juste après l'éclatement de la crise mondiale de 1929. En 1927, est promulguée une loi qui contraint les banques les plus petites à fusionner, leur nombre passant ainsi de 1 575 en 1926 à 651 en 1932. Si de nombreuses petites entreprises sont affaiblies ou périclitent, les plus gros zaibatsu — comme Mitsubishi, Mitsui, Sumitomo et Yasuda — en profitent pour se lancer dans de nombreuses acquisitions et se trouvent alors au sommet de leur influence.
Pendant cette période, les gouvernements successifs se montrent assez souvent interventionnistes et protectionnistes. Ainsi, en 1920, lorsque des entreprises textiles se constituent en cartels pour racheter et détruire les invendus de manière à stabiliser les prix, le gouvernement consent à des prêts à très faible intérêt. En 1921, le gouvernement intervient directement sur le marché du riz, en achetant et vendant de grandes quantités de la production pour stabiliser le marché. De plus, le parti Rikken Seiyūkai, au pouvoir de 1918 à 1922, sous l'impulsion du ministre des Finances Takahashi Korekiyo, lance une vague d'investissements dans les infrastructures des régions périphériques du pays, ce qui lui permet d'y renforcer son poids politique. En 1924, lorsque le parti d'opposition Kenseikai arrive au pouvoir, cette politique d'investissement dans les régions est maintenue, bien que le parti fasse alors la promotion de l'équilibre des dépenses. Ces investissements permettent de faire émerger de grandes régions d'industrie lourde — d'une part entre Tokyo et Yokohama, d'autre part entre Ōsaka et Kōbe —, bénéficiant notamment de la généralisation de la fourniture d'électricité (aciéries, productions d'engrais…). En 1935, 89 % des foyers japonais ont ainsi accès à l'électricité, contre 68 % des foyers américains, et 44 % des foyers britanniques.

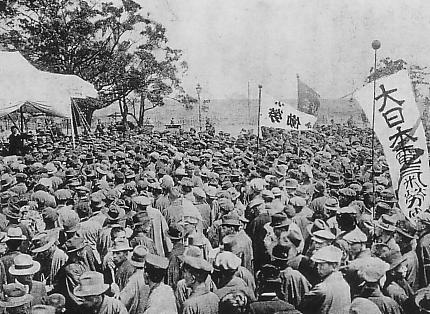
Première célébration du Premier mai en 1920.
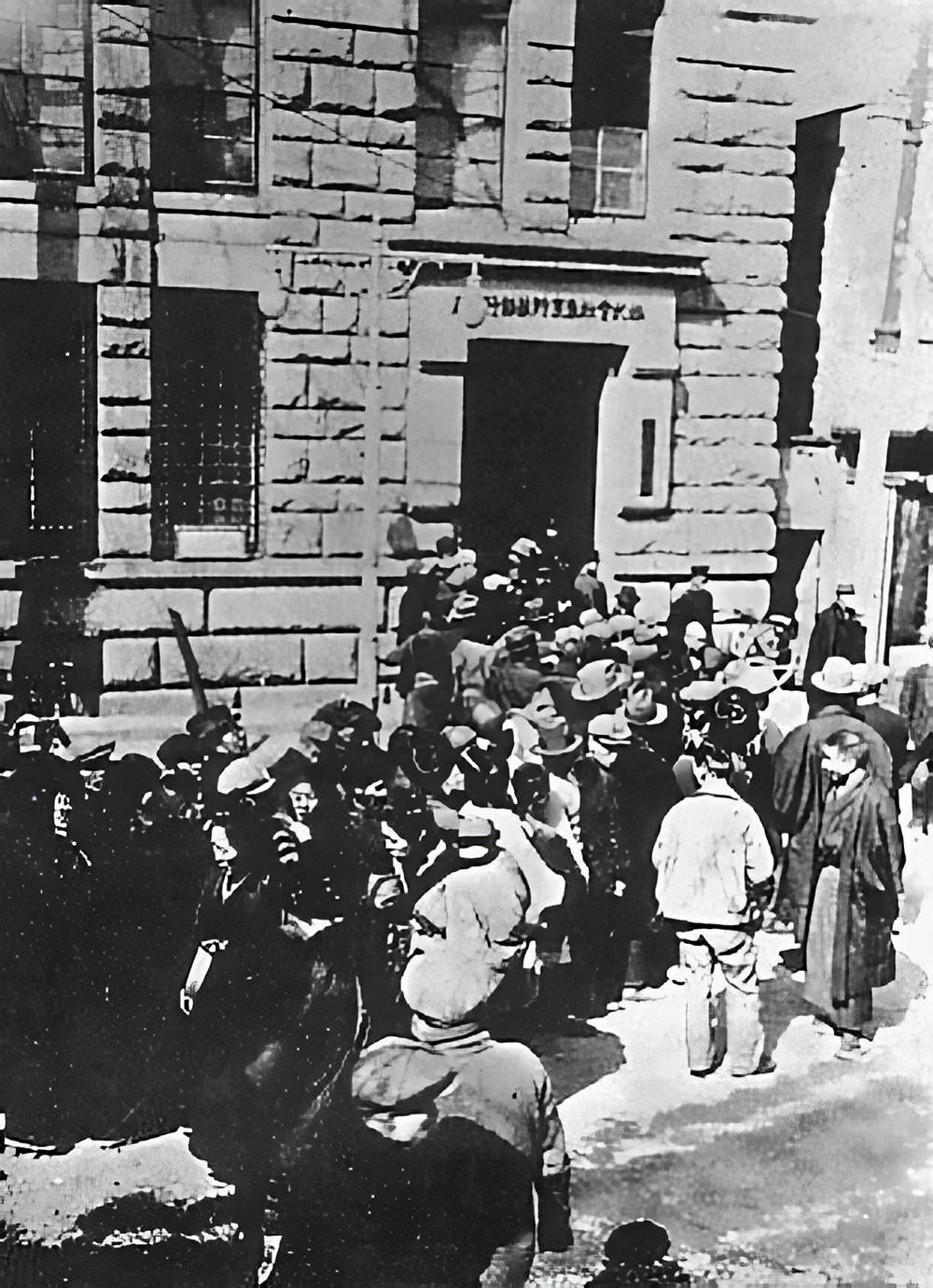
Panique bancaire en 1927.
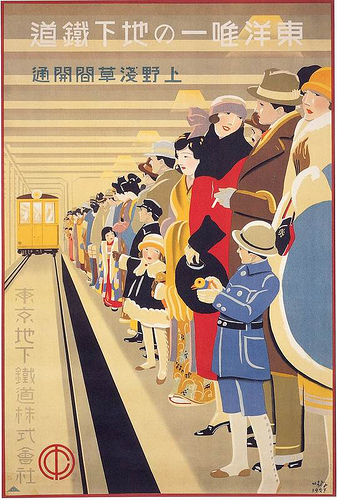
La première ligne de métro ouvre à Tokyo en 1927.
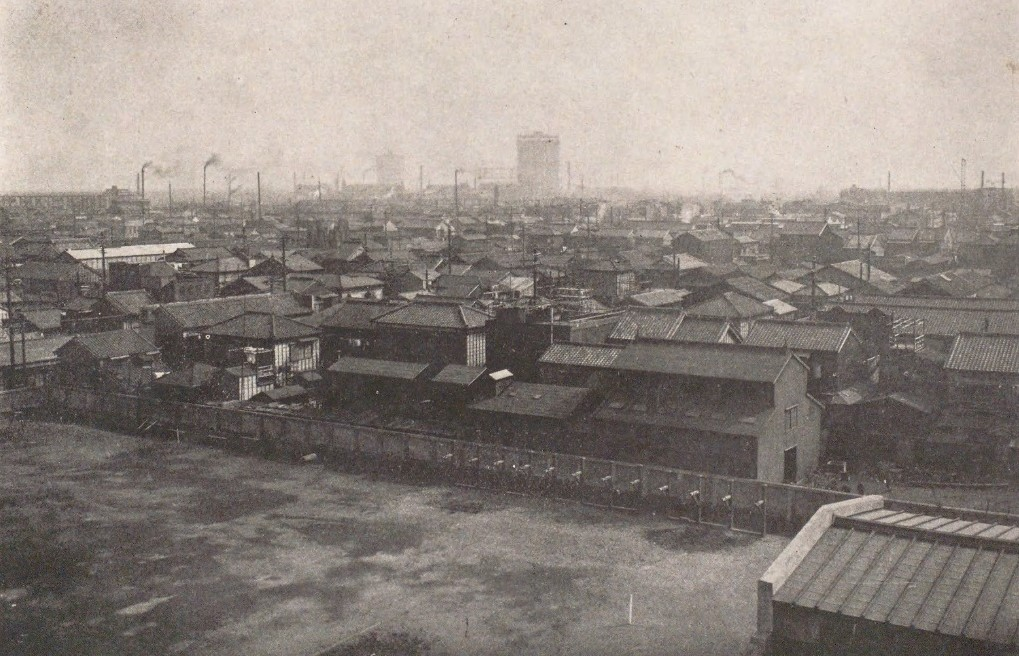
Zone industrielle à Tokyo en 1930.
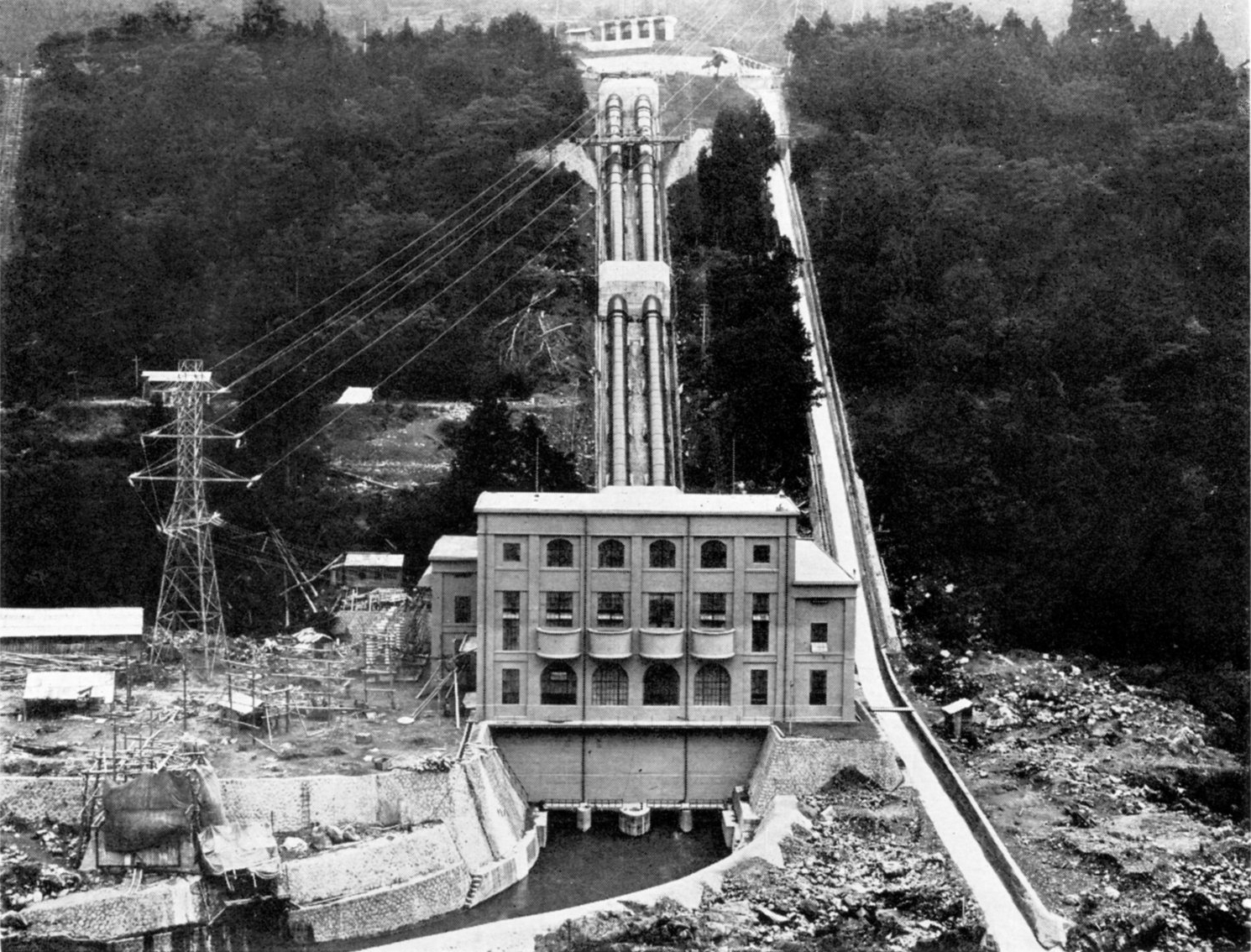
Usine hydroélectrique inaugurée en 1929 dans la préfecture de Toyama.

### Des crises de 1929 et 1930 à la reprise économique
La convertibilité du yen en or, abandonnée lors de la Première Guerre mondiale, fait l'objet de plusieurs tentatives infructueuses de réinstauration lors des années 1920. Les nombreuses maisons de négoce en particulier font pression dans ce sens sur les gouvernements successifs, un yen fort leur permettant d'acheter à moindre coût à l'étranger. Les conséquences du krach de 1929 sont encore mal identifiées, et en janvier 1930, le ministre de l'économie Junnosuke Inoue prend la décision de réinstaurer la convertibilité du yen en or. À partir de cette date, l'économie japonaise doit faire face à un double choc : la perte de compétitivité de ses industries, en raison de sa monnaie, et la diminution drastique de ses débouchés en raison de la crise économique qui touche plusieurs de ses marchés extérieurs. L'industrie minière licencie jusqu'à 40 % des mineurs et dans l'industrie textile, des réductions de salaire, pouvant atteindre les 40 %, provoquent de nombreuses grèves. La production agricole enregistre aussi des baisses importantes des prix de vente : jusqu'à 66 % pour le coton et jusqu'à 50 % pour le riz. En réaction à cette double crise, le gouvernement choisit de laisser l'industrie se réguler d'elle-même ; des cartels se forment alors pour réduire la production et maintenir les prix, favorisés en ce sens par une loi de 1931. Le gouvernement adopte aussi une très grande rigueur budgétaire et réduit fortement les dépenses de l'État. Ces politiques très impopulaires causent de nombreux troubles au sein de la population. Le parti Rikken Minseitō perd définitivement le pouvoir lors des élections législatives de 1932 et le Rikken Seiyūkai forme une nouvelle coalition.
Takahashi Korekiyo, ministre de l'économie pour l'essentiel de la période 1931-1936, instaure une politique proche du keynésianisme, articulée autour d'une baisse des taux d'intérêt et des taux de change, ainsi qu'une hausse de la dépense publique. Il laisse le yen se dévaluer face au dollar, le taux de change passant de 100 yens pour 50 dollars à 100 yens pour 20 dollars fin 1932. Quant aux taux d'intérêt accordés aux banques, ils passent de 6,6 % à 3,7 %, de 1932 à 1933. Les dépenses de l'État passent elles de 1 480 milliards de yen en 1931 à 2 250 milliards de yen en 1933 et se stabilisent à ce niveau les années suivantes ; l'armée et les dépenses ciblant les campagnes sont favorisées par cette hausse.
Ces « politiques Takahashi » permettent de dynamiser les exportations japonaises, notamment dans le secteur textile, mais cette évolution incite les pays étrangers à mettre en place de nombreuses mesures protectionnistes vis-à-vis des produits japonais. La baisse du taux de change rend les importations plus chères, ce qui permet à certaines industries nationales, comme l'industrie chimique et l'industrie lourde, de redevenir compétitives dans le pays. Des industriels en profitent pour moderniser leurs structures et atteignent ainsi les meilleurs standards internationaux dans plusieurs domaines : la production de viscose pour Toyo Rayon ou Asahi Bemberg, les machines-outils électriques pour Toshiba et Hitachi, ou encore la production aéronautique, grâce à des financements de l'armée.
Au cours de cette période, émerge une nouvelle génération de zaibatsu, incluant des firmes comme Nissan, Shōwa Denkō, Nippon Soda, ou encore Nakajima. Ils ont en commun d'être constitués autour des nouvelles technologies de l'époque, et d'être dirigés, non pas par des gestionnaires, mais par des ingénieurs ou des militaires. Sans lien avec les zaibatsu plus anciens — et donc, sans accès au financement des banques —, ils bénéficient pour leur développement de divers prêts de l'État. Entre 1932 et 1933, de nombreux cartels voient le jour dans divers domaines, comme l'industrie papetière, la production électrique, la finance ou encore les brasseries. S'ils permettent d'augmenter les prix de vente et donc, de consolider financièrement ces entreprises, leur situation monopolistique attire de nombreuses critiques, ce qui pousse le gouvernement à faire voter en 1936 une loi pour les dissoudre.

### Économie de guerre à partir de 1936
Le 26 février 1936, le ministre de l'économie Takahashi Korekiyo et plusieurs autres membres du gouvernement sont assassinés par des militaires de la Kōdōha. Cette tentative de coup d'État fait évoluer drastiquement la politique économique du Japon. Depuis 1934, Takahashi était parvenu à maintenir sous contrôle les dépenses militaires ; ses successeurs, incapables de s'opposer au nouveau pouvoir militaire, augmentent celles-ci en votant des plans d'armement pluriannuels. C'est ainsi que, dès 1937, l'État accroît ses dépenses de près de 40 %. Lorsque Konoe devient Premier ministre du Japon en 1937, trois priorités économiques sont définies : l'équilibre de la balance des paiements, l'essor des dépenses militaires et la régulation de l'offre et de la demande des biens de consommation, en plafonnant l'importation et l'exportation de certaines ressources. En juillet 1937, dès le déclenchement de la seconde guerre sino-japonaise, l'économie nationale est à la fois sévèrement contrôlée et principalement organisée pour satisfaire les besoins de l'armée. Cette nouvelle orientation entraîne un pénurie de certaines ressources, comme le pétrole, qui commence à toucher le pays.
La loi de mobilisation générale de l'État, votée par la Diète en mars 1938, permet au gouvernement de nationaliser les entreprises et les mines, de contrôler les allocations de ressources financières et de matières premières attribuées aux entreprises, de recruter de force la main-d'œuvre nécessaire et de décider, comme bon lui semble, des conditions de travail. C'est ainsi que le Japon entre rapidement dans une économie de guerre. En 1940, le gouvernement ordonne de rationner le riz et le sucre ; des prix fixes sont également décrétés — mais ceux-ci ne font que stimuler le marché noir. Les entreprises japonaises implantées en Mandchourie et dans le nord de la Chine sont largement mises à contribution pour fournir les matériaux nécessaires à la machine de guerre japonaise. Des pénuries apparaissent dans les chaines d'approvisionnement. En 1939, le traité commercial entre le Japon et les États-Unis est abrogé par ces derniers, ce qui permet à son gouvernement d'instaurer un embargo sur certaines matières premières critiques (fer et acier en 1940, pétrole en 1941). Le déclenchement de la guerre en Europe la même année perturbe l'approvisionnement de certains biens. Enfin, les stocks d'or et de devises étrangères que possède encore la banque du Japon sont presque épuisés en 1940, ce qui empêche le pays d'acheter des matières premières en dehors de sa zone d'influence économique. L'effondrement de plusieurs puissances coloniales européennes, comme les Pays-Bas et la France, rend leurs colonies asiatiques vulnérables, et les militaires japonais commencent à préparer des plans d'invasion dans le but d'accéder à certaines ressources (pétrole, caoutchouc, et étain dans les Indes orientales néerlandaises notamment).
À partir de la fin 1941, le Japon remporte des victoires contre les Occidentaux en Asie du Sud-Est et dans le Pacifique. Ces premiers succès retardent la mise en œuvre de mesures économiques plus drastiques. Par excès d'optimisme, les dirigeants japonais pensent pouvoir matérialiser la sphère de coprospérité de la Grande Asie orientale et s'en servir pour combler leurs besoins. Ce n'est qu'à l'automne 1942 que sont prises des mesures supplémentaires et que la priorité est donnée à la production d'armes et d'équipements militaires. La construction aéronautique passe de 6 174 unités en 1941 à 26 507 unités en 1944, et la construction navale, de 201 000 à 408 000 tonnes sur la même période. À partir de l'été 1944 et de la défaite de la bataille de Saipan, l'approvisionnement depuis l'Asie du Sud-Est cesse, et en la matière, le Japon ne peut plus compter que sur le nord de la Chine, la Mandchourie et la Corée. Le besoin en matériaux est tel que des équipements non prioritaires sont sacrifiés pour répondre à la demande : des cloches de temple ou des rails de tramway sont fondus pour en faire des munitions, et des machines d'usines textiles, reconverties pour les produire. Les ouvriers des usines qui ne peuvent plus fonctionner sont réquisitionnés pour travailler dans les mines et les usines d'armement, et à partir de 1944, les étudiants et les lycéens sont eux aussi mis au travail pour soutenir l'effort de guerre.
La production agricole vacille dès 1937. Du fait des réquisitions de main-d'œuvre, la population paysanne diminue de 7,4 % entre 1937 et 1939 — ce recul touchant en particulier les hommes de 16 à 35 ans — et continue de diminuer tout au long de la guerre. Le manque d'équipements agricoles, de fertilisants chimiques, ainsi que de pétrole, contribue grandement à faire chuter la production. De son côté, la Corée est touchée par une série de sécheresses à partir de 1940 et les importations de riz depuis cette colonie sont divisées par deux. Le gouvernement japonais voit alors dans le développement de la Mandchourie la solution à ses problèmes d'approvisionnement, mais là aussi, la production agricole baisse en dépit de plusieurs plans de soutien. La famine touche à la fois la population de l'archipel et celle des pays occupés. Plus d'un million de Vietnamiens meurt de famine en 1945, et les soldats japonais meurent davantage de malnutrition que du fait des combats.
Les conquêtes du Japon sont exploitées de différentes manières. Les mines de fer de Malaisie sont remises en activité dès décembre 1941, mais en 1942, elles ne produisent plus que le dixième de la production d'avant-guerre. Les puits de pétrole de Sumatra sont quant à eux relancés avec un certain succès, mais les problèmes de logistique ne permettent pas d'en faire profiter le Japon. La population locale est aussi utilisée comme main-d'œuvre, dans des conditions qui peuvent s'avérer très dures. Plus du tiers des quatre cent mille mineurs travaillant à l'extraction de charbon au Japon à la fin de la guerre sont coréens, chinois, ou prisonniers de guerre — la plupart gravement sous-alimentés et soumis à des conditions très rudes.
Les derniers mois de la guerre mettent à mal l'ensemble de l'appareil de production. À partir de mi-1944, les bombardements américains touchent massivement l'archipel. Complexes industriels et centres urbains connaissent d'importantes destructions. En août 1945, l'invasion soviétique de la Mandchourie coupe le Japon d'un important centre d'approvisionnement. À la fin de la guerre, 80 % de la flotte maritime japonaise est perdue, tout comme 25 % de l'ensemble de ses bâtiments, et 34 % de ses outils de production industrielle. Plus largement, le Japon est coupé de toutes ses sources d'approvisionnement en nourriture et en matières premières, sur lesquelles il a bâti son modèle économique depuis le début de la période impériale.

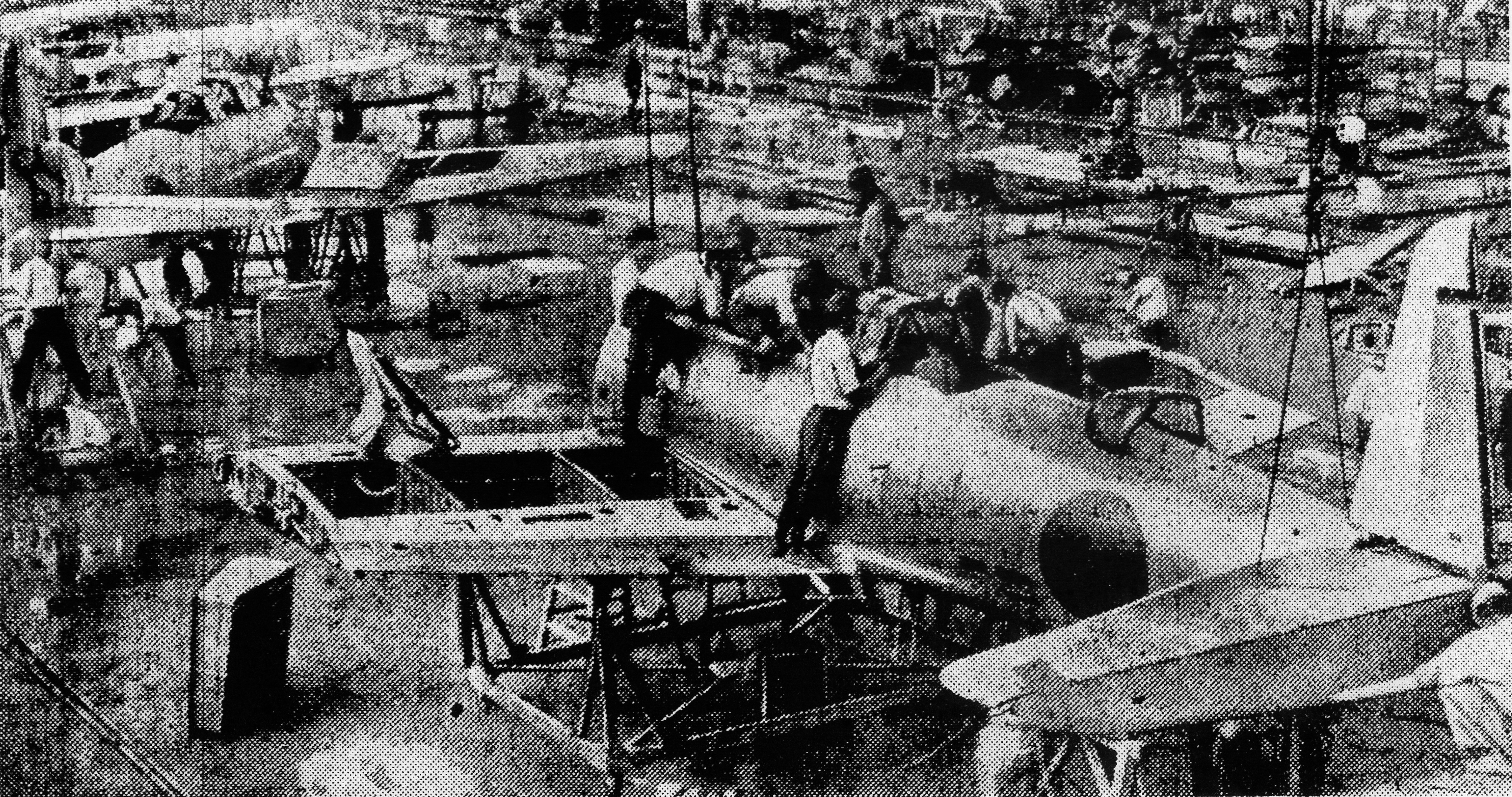
Usine de construction d'avions de guerre près de Nagoya, 1944.
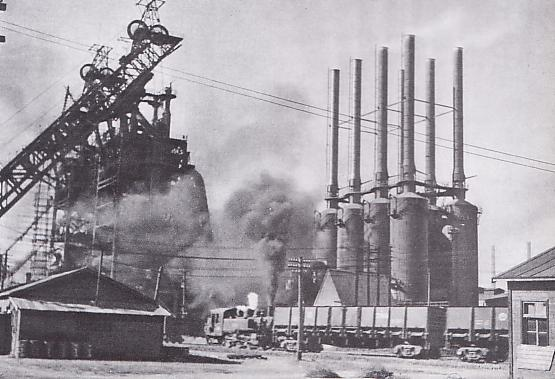
Aciérie japonaise en Mandchourie, avant 1945.
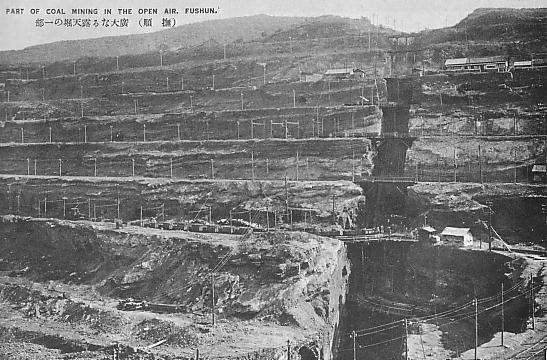
Mine de charbon à ciel ouvert en Mandchourie, vers 1940.
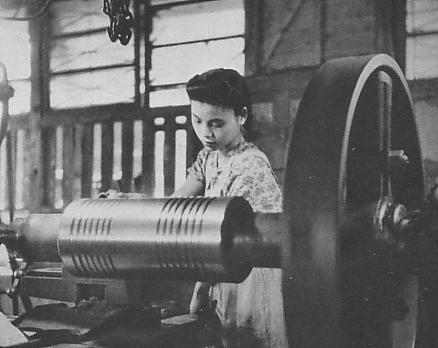
Ouvrière taïwanaise dans une usine au Japon pendant la Seconde Guerre mondiale, image de propagande, 1943.

## Période d'après-guerre

### Réformes de l'Occupation

#### Destructions et aide américaine
La guerre a effacé la plupart de la richesse créée par le Japon depuis 1868. Environ 25,4% des usines et des infrastructures industrielles du pays sont détruites, et la production est revenue au niveau de l'année 1930. Le revenu moyen par travailleur a baissé de moitié depuis le début de la guerre. Le Japon a une dette publique de 266% en 1944.
L'occupation du Japon par les États-Unis (via le Commandement suprême des forces alliées) commence dès la fin de la guerre, en 1945, et s'achève en 1952. Le président Harry S. Truman décide d'organiser la reconstruction du Japon sur des bases économiquement et politiquement saines. Les États-Unis assistent économiquement le pays avec une aide annuelle d'1,9 milliard de dollars au cours de l'occupation, pesant pour environ 15 % des importations du pays et 4 % du PIB de cette période. Environ 59 % de cette aide se fait sous forme de nourriture, 15 % de matériaux industriels et 12 % d'équipements de transport.

#### Réformes structurelles
L'occupant demande à deux groupes d'experts de plancher sur une réforme économique et sociale japonaise. Il en sort deux groupes : l'une, appelée la mission Shoup, dirigée par le professeur d'économie Carl Shoup, prépare une réforme fiscale profonde du Japon. En augmentant le nombre d'imposés, en réduisant le nombre d'impôts indirects (qui étaient contournés par le travail au noir), les finances publiques sont rapidement assainies. L'hyperinflation que connaît le Japon, malgré ses effets négatifs, permet de faire rapidement diminuer la dette japonaise à 73 % en 1946, 37 % en 1947, 26 % en 1948.
Enfin, quelques réformes structurelles sont mises en place par le Commandement suprême des forces alliées lui-même. Il s'agit tout d'abord de la dissolution des zaibatsu, grands conglomérats qui permettent à une poignée de familles japonaises de capter une part importante de la richesse du pays. Les participations des zaibatsu sont vendues au grand public à la fin des années 1940, dans une volonté de démocratisation de la bourse japonaise. L'opération est en partie un échec car les zaibatsu réussissent à se reformer en des keiretsu, et le grand public japonais rechigne à acheter des actions, leur frilosité étant stimulée par quelques chutes de la bourse au début des années 1960. 
Le Commandement suprême met en place une réforme terrienne. Avant la Seconde guerre mondiale, les terres agricoles étaient détenues par une poignée de seigneurs terriens. Le Commandement contraint les seigneurs locaux à vendre leurs terres au gouvernement à des prix faibles afin de les redistribuer ensuite à la population, décentralisant ainsi la propriété des terrains. Les nouveaux propriétaires terriens forment un syndicat (Japan Agricultural Cooperative) en 1948 pour protéger les petits fermiers.
Une réforme du droit du travail est parallèlement mise en place, via la Loi des syndicats, la Loi des minima du travail, et la Loi des relations entre les travailleurs et les patrons. Ces lois donnent le droit aux travailleurs de former des syndicats et leur donne le droit de négocier leur salaire et conditions de travail.
Lorsque les États-Unis cessent leur occupation en 1952, la dette japonaise n'est plus que de 14 %. L'aide américaine s'estompe rapidement au milieu des années 1950 : les achats de matériel militaire des États-Unis en provenance du Japon culminent à un niveau équivalent à 7 % du PNB du Japon en 1953 et tombent en dessous de 1 % après 1960.

### Années de reconstruction

#### Débuts difficiles
L’État dirige la reconstruction japonaise sur les bases des réformes américaines. En suivant les préconisations du plan Dodge, le Japon fait voter en 1947 la Loi de Finances publiques qui interdit au gouvernement d'émettre des obligations pour financer son déficit, et qui interdisait à la Banque centrale de racheter les obligations en question. La Banque centrale ne peut ainsi pas financer directement les déficits du pays, ce qui réduit les risques d'hyperinflation.
Afin de financer la reconstruction, le gouvernement crée la Banque de Reconstruction, qui émet de la dette à la Banque centrale et prête aux entreprises. Le gouvernement lui-même n'a donc pas à émettre des obligations. La Banque de Reconstruction fonctionne en vertu du principe de production ciblée : elle prête aux industries essentielles ou motrices, comme les industries des mines et de l'acier, afin, dans un premier temps, de résoudre les problèmes de pénuries. 
Cependant, la fin des années 1940 connaît tout de même une phase d'hyperinflation, due au décalage entre, d'un côté, une masse monétaire abondante du fait de l'activité de la Banque de Reconstruction qui prête aux entreprises, et, de l'autre, une production qui croît mais qui n'arrive pas à suivre le rythme. Lorsque la masse monétaire augmente plus rapidement que l'offre de biens, l'inflation naît ; or, ce phénomène est aggravé par la suractivité de la Banque de Reconstruction, qui distribue beaucoup de monnaie aux entreprises qui, du fait des limitations en infrastructures de production, distribue l'argent de la Banque sous forme de salaires, qui eux-mêmes ne trouvent pas de débouchés suffisants dans l'économie du côté de l'offre. Le taux d'inflation passe donc de 100 % en 1946 à 250 % l'année suivante du fait de l'activité de la Banque de Reconstruction, en même temps que l'économie japonaise croît entre 8 et 12 %.
L'hyperinflation contraint le gouvernement à mettre en place des mesures d'urgence à partir de 1946. Le gouvernement ordonne à la population de déposer leur monnaie à la banque afin de faire chuter la vélocité de circulation des billets de banque. La Banque du Japon commence à produire une nouvelle monnaie, censée offrir un nouveau départ au pays. En plus de cela, le gouvernement implémente une limite à la conversion des dépôts en nouveaux billets, ce qui réduit encore la circulation de la monnaie, et fait baisser l'inflation. Elle baisse à 100 % en 1948, et à 25 % en 1949. 
Ces mesures n'étant pas suffisantes, le Japon se tourne vers le Commandement suprême américain. Celui-ci recrute Joseph Dodge et lui demande de mettre en place un plan de stabilisation macroéconomique du Japon. Le plan Dodge émet neuf préconisations fondamentales, parmi lesquelles la réduction de l'inflation et l'équilibre du budget (qui passe par une réduction des dépenses publiques, une limitation rigoureuse de l'extension des crédits, la stabilité des salaires), la réalisation du programme de perception des impôts, des mesures pénales contre l'évasion fiscale et l'augmentation de l'efficacité du système de rationnement et de subventions, notamment en vue d'une maximisation des exportations. Par ses effets anti-inflationnistes, le Japon connaît une forte chute de sa production au début des années 1950. L'apport principal du plan Dodge est d'avoir recommandé que la Banque centrale japonaise fixe la parité 1 $ = 360 yens, c'est-à-dire de garder artificiellement le yen très bas afin que le Japon conserve une compétitivité-prix sur ses exportations. Surtout, le plan Dodge fait cesser l'activité de la Banque de Reconstruction, qui était via ses emprunts à l'origine de l'hyperinflation.
En signant l'arrêt de la Banque de Reconstruction, le plan Dodge coupe l'approvisionnement de monnaie du Japon. En effet, la Banque de Reconstruction recevait de la monnaie en émettant des obligations rachetées par la Banque centrale ; ensuite, la Banque de Reconstruction distribuait de la monnaie aux entreprises en échange d'achats d'obligations ; les entreprises, finalement, versaient la monnaie qu'elle n'avait pas utilisée en facteurs de production techniques aux salariés, sous forme de salaire. En retirant la Banque de Reconstruction du système, l'offre de monnaie japonaise s'effondre. L'inflation étant un mécanisme monétaire, elle chute également. En même temps, la production et les salaires s'effondrent aussi car les entreprises ne sont plus alimentées par la Banque de Reconstruction. Les banqueroutes se multiplient et certaines entreprises, comme Toyota, frôlent la faillite. Le taux de croissance passe de 12 % à 2 % en 1949.

#### Redémarrage
Le Plan Dodge éloigne le Japon des risques de l'hyperinflation mais le laisse exsangue. Ses perspectives pour se relancer sont minces. Cependant, la guerre de Corée, qui commence en 1950, agit comme un stimulateur de l'économie japonaise, dont les exportations (notamment en direction des États-Unis et du sud de la Corée) permettent de financer le redémarrage japonais.
Ces bénéfices et la bonne santé retrouvée de l'État japonais permettent de diriger des investissements importants dans l'énergie électrique, le charbon, l'acier et les produits chimiques. Le Japon retrouve au milieu des années 1950 son niveau de production d'avant-guerre. Libérée des militaires qui pesaient sur le budget de l'armée, l'économie non seulement retrouve son dynamisme perdu mais dépasse également les taux de croissance des périodes antérieures. Entre 1953 et 1965, le PIB augmente de plus de 9 % par an, la fabrication et l'exploitation minière de 13 %, la construction de 11 % et l'infrastructure de 12 %. Dans son Rapport annuel sur l'économie japonaise de 1956, le ministère de l'Économie annonce : « Nous ne sommes plus dans une économie de sortie de guerre [...] La croissance économique due à la reconstruction est finie. Nous devons maintenant nous moderniser pour que notre économie continue de croître ».
Les causes de cette croissance sont nombreuses. Elle est tirée principalement par le secteur de la manufacture, dont la part dans le PIB passe de 25 % environ en 1951 à 35 % en 1969. Le secteur agricole, plus archaïque, passe de 25 % en 1951 à 16 % en 1969. Le nombre de Japonais employés dans la manufacture passe, sur la même période, de 18 % à 26 % de la force active environ, contre une baisse de 40 % à moins de 20 % en 1969 pour l'agriculture. Ces reconversions professionnelles, couplées avec des gains de productivité annuels entre 4 et 11 % sur la période, sont un formidable stimulus pour l'économie ; en 1963, un nombre record de 900 000 individus quittent l'agriculture pour travailler dans la manufacture ou dans les services. La croissance est également en partie permise par la purge d'après-guerre des chefs de l'industrie. Cette purge permet à de nouveaux talents de prendre les commandes de la gestion des industries reconstruites.
La croissance économique du Japon dans les années 1960 et 1970 est basée sur l'expansion rapide de l'industrie lourde dans des domaines tels que l'automobile, l'acier, la construction navale, les produits chimiques et l'électronique. Le secteur secondaire (fabrication, construction et exploitation minière) s'élargit jusqu'à comprendre 35,6 % de la force de travail en 1970. À la fin des années 1970 cependant, l'économie japonaise commence à s'éloigner de l'industrie lourde vers une base plus orientée vers les services (secteur tertiaire).
Le milieu des années 1960 inaugure un nouveau type de développement industriel tandis que l'économie s'ouvre à la concurrence internationale dans certains secteurs et développe les industries lourdes et chimiques. Tandis que les textiles et l'industrie légère maintiennent leur rentabilité à l'échelle internationale, d'autres produits, tels que l'automobile, l'électronique, les navires et les machines-outils prennent une importance nouvelle. La valeur ajoutée de la fabrication et de l'exploitation minière se développe au rythme de 17 % par an entre 1965 et 1970. Ces taux de croissance se modèrent à environ 8 % et s'égalisent entre les secteurs industriels et de services entre 1970 et 1973, tandis que le commerce de détail, la finance, l'immobilier, les technologies de l'information et d'autres industries de services rationalisent leurs opérations.
Le pays bénéficie également des économies d'échelle. Bien que les entreprises moyennes et petites génèrent beaucoup des emplois de l'archipel, les grandes installations sont les plus productives. De nombreuses entreprises industrielles se regroupent pour former des unités plus grandes et plus efficaces. 
Les nouvelles usines sont équipées avec les meilleures machines modernes, donnant au Japon un avantage concurrentiel initial sur les États vainqueurs qui disposent maintenant d'usines anciennes. Des millions d'anciens soldats rejoignent une force de travail bien disciplinée et très instruite pour reconstruire le Japon. L'investissement est très élevé, le taux d'investissement sur le PIB étant d'entre 10 et 20 % entre 1950 et 1970.
L'investissement dans le capital humain est aussi grand. Le système d'éducation japonais d'après-guerre contribue fortement au processus de modernisation. Le taux d'alphabétisation le plus élevé au monde et le haut niveau des normes de formation sont les principales raisons de la réussite du Japon dans la réalisation d'une économie technologiquement avancée. Les écoles japonaises encouragent également la discipline, un autre avantage dans la formation d'une force de travail efficace. En 1950, 42 % environ de la population en âge d'être au lycée va au lycée ; en 1970, il s'agit de 80 %. Le taux d'éducation entre les hommes et les femmes s'égalise. Le taux de population à l'université en âge d'être à l'université passe de 10 % en 1954 à 30 % en 1972.
Enfin, l'économie bénéficie du commerce extérieur car elle est capable de développer les exportations assez rapidement pour payer les importations d'équipements et de technologie sans accumuler de la dette, comme l'ont fait un certain nombre de pays en développement dans les années 1980. Les colonies du Japon ont été perdues à la suite de la Seconde Guerre mondiale, mais depuis lors, les Japonais ont étendu leur influence économique dans toute l'Asie et au-delà.
La croissance est permise par un contrôle de capitaux. Le gouvernement fait voter en 1949 la Loi sur les échanges internationaux et le contrôle du commerce international, qui contraint les entreprises japonaises à déposer leurs gains en monnaies étrangères dans des comptes spéciaux auprès de la Banque centrale, permettant de stabiliser le yen et de lui faire garder sa compétitivité. Des conversions massives de dollars en yens aurait en effet causé une évaluation du yen par l'effet du jeu entre l'offre et la demande. La Loi sur le capital étranger, votée en 1950, interdit les investissements d'entreprises étrangères ou les prêts d'entreprises étrangères à des entreprises japonaises sans que le gouvernement n'ait accordé sa permission. 
Ces politiques publiques permettent aux entreprises japonaises de ne baser leur croissance que sur les ressources nationales. L'économie était donc financée par l'épargne nationale, donc le taux est très élevé, évoluant entre 16 % en 1955 à 28 % en 1970, avec un pic à 31 % en 1968,. En 1951, le gouvernement crée le Trust Fund Bureau, adossé au ministère des Finances, qui récupère et oriente l'épargne que les Japonais déposent à la poste. Ce circuit du Trust Fund Bureau en fait la plus grosse institution financière du monde. 
L’État prend donc une part active dans l'économie, d'une manière stratégique. Il met notamment en place des grands plans de créations d'infrastructures grâce à des lois comme le Comprehensive National Land Development Act de 1950, qui règle les investissements en infrastructures par l'État dans des régions stratégiques.
Tandis que la croissance démographique ralentit et que le pays devient de plus en plus industrialisé au milieu des années 1960, les salaires augmentent de manière significative. Toutefois, la coopération syndicale maintient généralement les augmentations de salaires au sein de la plage des gains en productivité.

## Premiers essoufflements

### Facteurs de croissance et de ralentissements

#### Contexte international difficile
Le Japon aborde les années 1970 avec des difficultés liées au contexte international. La suspension des accords de Bretton Woods chamboulent la politique monétaire des États-Unis, minés par un déficit commercial important. Afin de dynamiser leurs exportations et éviter une crise économique mondiale, ceux-ci demandent à leurs partenaires commerciaux principaux (le Japon, l'Allemagne, le Royaume-Uni et la France) de laisser leur devise respective s'apprécier face au dollar de sorte à rendre les exportations américaines plus compétitives et ainsi les stimuler.
Cet accord du Smithsonian conduit à une chute de la demande globale adressée à l'industrie manufacturière japonaise, et donc à une baisse consécutive de l'offre et des salaires versés. Les exportations japonaises passent ainsi d'environ 2 000 milliards de yens (valeur de 1990) début 1971 à environ 1 000 milliards, avant de remonter vers 1 500 milliards en 1972 et 1973.

#### Réponses multiples
Le Japon décide ainsi d'une baisse du taux d'intérêt de la Banque centrale, ainsi qu'une augmentation de la dépense publique afin de stimuler la demande intérieure. Ces politiques ne suffisent pas dans un premier temps car le PIB chute de 11,5 % environ en 1971 à 8 % en 1972, après un creux courant 1971 à 4 %. Il remonte ensuite en 1973 à 10 %. La Banque centrale fait baisser son taux de dépôt de 6 % en 1970 à environ 4 % en 1972 afin que les banques commerciales prêtent plus aux entreprises et aux ménages. 
Les années 1970 sont également celles de la financiarisation et de la libéralisation. En 1969, le ministère des Finances avait annoncé son projet de réforme du Temporary Interest Rate Adjustment Act, une loi de contrôle de l'économie mise en place durant l'après-guerre, qui empêchait la compétition des banques commerciales et qui affirmait la mainmise de l’État sur les banques. Cette libéralisation est retardée du fait de résistances au sein de certains ministères. Mais la situation se fait pressante : si par le passé les banques étaient obligées d'acheter les bons du Trésor japonais qui étaient ensuite rachetés par l’État un an plus tard, l'émission massive de bons pour financer les déficits à répétition fait que les banques expriment le souhait de vendre les bons du Trésor à d'autres institutions financières lorsqu'elles, les banques commerciales, ont besoin de cash. En 1977, l'État lève l'interdiction de revente des bons du Trésor, ce qui permet la création d'un marché secondaire de revente d'obligations d'État.

### Chocs pétroliers

#### Premier choc aux conséquences larges
Le Japon fait face à un défi économique au milieu des années 1970. Le premier choc pétrolier mondial en 1973 choque une économie devenue dépendante du pétrole importé. Le prix des importations est multiplié par deux, en même temps que le taux de croissance du PIB devient négatif, passant de 5 % en 1973 à un peu moins de 0 % en 1974. Il remonte à environ 4 % en 1975.
Le Japon connaît sa première baisse de la production industrielle d'après-guerre accompagnée d'une grave inflation des prix : le taux d'inflation passe de 5 % en 1972 à près de 23 % en 1974, avant de rechuter à un peu plus de 10 % en 1975. Le taux d'intérêt retrouve son taux normal en 1977, avec un retour à 5 %.
La Banque centrale utilise intelligemment l'outil monétaire en augmentant le taux d'intérêt en 1973 et 1974 afin de juguler l'inflation. Cela a un effet récessif, car si l'augmentation du taux d'intérêt restreint en effet la circulation de monnaie et donc l'inflation, elle a aussi pour effet la baisse des financements des banques à l'économie, ce qui la ralentit. Le taux d'intérêt revient à la normale dès 1975, date à laquelle le gouvernement reprend sa politique de dépenses publiques élevées afin de soutenir l'économie japonaise désormais débarrassée du spectre inflationniste. La Banque intervient sur les marchés de changes afin de vendre des yens et ainsi dévaluer la monnaie, ce qui dynamise ses exportations et permet de reprendre une courbe de croissance positive. En 1974, 1 dollar est égal à 300 yens, puis en 1977, à 200 yens, malgré une période d'appréciation de la monnaie qui, pourtant, du fait de l'attractivité et de la compétitivité hors-coûts des exportations japonaises, ne freine pas ses exportations.

#### Reprise et deuxième choc moins grave
La reprise qui fait suite à la première crise du pétrole ravive l'optimisme de la plupart des chefs d'entreprise mais le maintien de la croissance industrielle face aux coûts élevés de l'énergie nécessite des changements dans la structure industrielle. L'évolution des conditions de prix favorise les économies et les sources alternatives d'énergie. Bien que les coûts d'investissement sont élevés, de nombreuses industries à forte intensité énergétique réduisent avec succès leur dépendance au pétrole à la fin des années 1970 et 1980 et améliorent leur productivité. 
Le deuxième choc pétrolier frappe à nouveau durement l'économie japonaise, mais bien moins que le premier. La chute du taux de croissance n'est que deux points, contre plus de cinq en 1973. L'économie japonaise est cependant moins résiliente, car il faut attendre 1988 pour que le taux de croissance retrouve son niveau pré-crise. La force de la chute est plus faible pour plusieurs raisons : tout d'abord, la réponse monétaire efficace de la Banque centrale (la Banque centrale avait en effet sévèrement augmenté son taux d'intérêt de manière préemptive), qui contrôle l'inflation sans trop heurter la croissance, ainsi que les investissements de l'entreprise manufacturière dans les énergies non-pétrolières. Le taux d'inflation n'augmente que de trois points (de 4 à 7 %), contre plus de quinze en 1973.

### Années 1980

#### Situation économique contrastée
Les mesures prises par le gouvernement ne sont pas en mesure de contenir le ralentissement de la croissance économique tandis que l'économie arrive à maturité à la fin des années 1970 et 1980 pour atteindre des taux de croissance annuels de seulement 4 % à 6 %. Ces taux sont toutefois remarquables dans un monde de pétrole cher et dans un pays disposant de peu de ressources naturelles. Le taux de croissance moyen du Japon de 5 % à la fin des années 1980 par exemple, est beaucoup plus élevé que le taux de croissance de 3,8 % des États-Unis. Malgré plusieurs augmentations du prix du pétrole en 1979, la force de l'économie japonaise est évidente, à tel point que le professeur Ezra Vogel de l'université Harvard écrit en 1979 dans Japan as no 1 que la résilience du Japon, bien plus élevée que celle des États-Unis, lui permettra de le dépasser dans les prochaines années.
Le Japon se développe dans les années 1980 sans l'inflation à deux chiffres qui frappe la plupart des autres pays industrialisés. Le Japon connaît une croissance plus lente dans le milieu des années 1980, mais son boom économique de la fin des années 1980 soutenu par la demande fait revivre de nombreux secteurs en difficulté. La demande intérieure est soutenue par la hausse des dépenses publiques de l’État, qui nécessite une augmentation rapide du financement par émission d'obligations (titres de dette publique). La dette japonaise passe ainsi de moins de 20 % en 1976 à 40 % en 1980, et continue d'augmenter jusqu'à un premier pic en 1987, à environ 58 %.
Après une crise économique modérée au milieu des années 1980, l'économie du Japon commence une période d'expansion en 1986 qui se poursuit jusqu'à ce qu'elle entre de nouveau dans une période de récession en 1992. La croissance économique de 5 % en moyenne entre 1987 et 1989 ravive des industries telles que l'acier et de la construction, relativement en sommeil au milieu des années 1980, et apporte des salaires et un taux d'emploi record. 
Les industries de services se développent dans une économie de plus en plus post-industrielle. Les accords du Plaza entérinent une nouvelle réévaluation du yen, qui gagne en pouvoir d'achat vis-à-vis du dollar américain : en 1985, 1 $ permettait d'obtenir un peu plus de 200 yens ; en 1987, 1 $ achète moins de 150 yens. Cela déprime la demande globale adressée à l'industrie manufacturière japonaise et tire la croissance vers le bas, passant de 4 % environ en 1985 à 3 % l'année suivante, malgré une chute du taux interbancaire de 6 % en 1985 à 3 % environ en 1987. La part du PIB due à l'industrie commence à chuter, passant de 30 % en 1985 à 22 % en 1997, tandis que le secteur des services passe de 68 % environ à 75 %. C'est le phénomène de l'endaka.
Les progrès dans les microcircuits et les semi-conducteurs à la fin des années 1970 et 1980 conduisent à de nouveaux secteurs de croissance dans l'électronique grand public et les ordinateurs qui améliorent la productivité dans les industries préétablie. Le résultat net de ces ajustements est d'augmenter l'efficacité énergétique de la fabrication et de développer les industries dites de forte intensité de connaissances. Cependant, les accords du Plaza qui renchérissent le yen dégradent la compétitivité-prix de l'industrie des semi-conducteurs ; les entreprises décident donc de modifier le positionnement de leurs produits afin de monter dans la chaîne de valeur.

#### Économie encore forte
Contrairement aux booms économiques des années 1960 et 1970, lorsque l'augmentation des exportations joue un rôle clé dans l'expansion économique, c'est la demande intérieure qui propulse l'économie japonaise dans les années 1980. Ce développement implique une restructuration économique fondamentale, entraînant un éloignement de la dépendance des exportations vers un recours à la demande intérieure. Le boom qui commence en 1986 est produit par la décision des entreprises d'augmenter le nombre des usines privées et les dépenses d'équipement et le choix des consommateurs de se lancer dans une frénésie d'achats. Les importations japonaises se développent à un rythme plus rapide que celui des exportations. La recherche technologique japonaise d'après-guerre est menée au nom de la croissance économique plutôt que du développement militaire. La croissance dans les industries de haute technologie dans les années 1980 résulte de la demande intérieure accrue de produits de haute technicité et de meilleures normes de vie, de logement et d'environnement; de meilleurs soins de santé, des conditions médicales et de bien-être; de meilleurs possibilités de temps de loisir et l'amélioration des moyens d'accommoder une société qui vieillit rapidement. Cette dépendance à la consommation intérieure signifie également que la consommation ne s'accroît que de 2,2 % en 1991 et à la même vitesse à nouveau en 1992.
Le niveau et la qualité de l'investissement persiste dans les années 1980. L'investissement dans l'équipement de capital, qui est en moyenne de plus de 11 % du PNB au cours de la période d'avant-guerre, s'élève à environ 20 % du PNB au cours des années 1950 et à plus de 30 % à la fin des années 1960 et 1970. 
Pendant le boom économique de la fin des années 1980, le taux oscille toujours autour de 20 %. Les entreprises japonaises importent les dernières techniques pour développer la base industrielle. En tant que retardataire du phénomène historique de la modernisation du monde, le Japon a été en mesure d'éviter certains des essais et erreurs rencontrés auparavant par d'autres pays pour développer des procédés industriels. Dans les années 1970 et 1980, le Japon améliore sa base industrielle par les licences de technologie, les achats de brevets et l'imitation et l'amélioration des inventions étrangères. Dans les années 1980, l'industrie accélère son secteur recherche et développement et de nombreuses entreprises deviennent célèbres pour leurs innovations et leur créativité.
Les entreprises japonaises développent des stratégies qui contribuent à leur immense croissance. Les entreprises axées sur la croissance et qui prennent des risques rivalisent avec succès. La diversification des produits devient un élément essentiel des schémas de croissance de nombre des keiretsu. Les entreprises japonaises ajoutent des usines et place la capacité humaine devant la demande. La recherche de parts de marché plutôt que le profit rapide est une autre stratégie efficace.
Pendant les années 1980, les emplois dans le commerce de gros, le commerce de détail, la finance, l'assurance, l'immobilier, le transport, les communications et l'administration se développent rapidement, tandis que l'emploi du secteur secondaire reste stable. Le secteur tertiaire se développe à partir de 47 % de la force de travail en 1970 pour atteindre 59,2 % en 1990.
Pendant les années 1980, l'économie japonaise déplace l'accent jusqu'alors porté sur les activités primaires et secondaires (notamment l'agriculture, la fabrication et l'exploitation minière) vers le traitement informatique, les télécommunications et les ordinateurs tenant une place de plus en plus vitale. L'information devient un produit et une ressource importante, au centre de la richesse et de la puissance. La montée d'une économie basée sur l'information est emmenée par la recherche majeure dans les technologies très sophistiquées telles que les ordinateurs de pointe. La vente et l'utilisation de l'information devient très bénéfique pour l'économie. Tokyo devient un important centre financier, siège de certaines des plus grandes banques, institutions financières et compagnies d'assurance mondiales, et la plus importante bourse des valeurs du monde, le Tokyo Securities and Stock Exchange. Même ici cependant, la récession fait sentir ses effets. 

#### Continuation de la financiarisation et de la libéralisation
La loi sur le commerce international et le contrôle du commerce international est modifiée en 1980 en même temps que la loi sur le capital étranger est abolie. La fin du système de Bretton Woods n'oblige en effet plus le Japon à contrôler les entrées et sorties de capitaux, chose qui était nécessaire auparavant pour maintenir des taux de change stables.
Les entreprises commencent à se financer de plus en plus en émettant des obligations vendues sur les marchés financiers, se détournant des banques commerciales qui les finançaient jusqu'à présent. Les obligations d'entreprises émises au Japon passent d'une valeur de 10 trillions de yens en 1980 à environ 22 trillions en 1990. Ce phénomène se poursuivra pour culminer à 60 trillions en 1999.
Les banques commerciales voyant les entreprises se détourner d'elles, elles recentrent leur stratégie sur les petits et moyens épargnants, à savoir la population. Ces banques commencent à demander des emprunts immobiliers comme collatéraux, ce qui est une des causes majeures de la bulle économique de 1989.

### Bulles économiques

#### Bulle boursière
Dans les décennies qui suivent la Seconde Guerre mondiale, le Japon met en place de strictes droits de douane et une politique visant à encourager les gens à épargner leur revenu. Avec plus d'argent dans les banques, les prêts et les crédits deviennent plus faciles à obtenir et le Japon connaissant de grands excédents commerciaux, le yen s'apprécie par rapport aux devises étrangères. Cela permet aux entreprises locales d'investir dans les ressources en capital beaucoup plus facilement que leurs concurrents d'outre-mer, ce qui réduit le prix des produits fabriqués au Japon et augmente encore l'excédent commercial. Et avec l'appréciation du yen, les actifs financiers deviennent très rentables.
Avec autant d'argent facilement disponible pour l'investissement, la spéculation financière est inévitable, en particulier à la bourse de Tokyo et sur le marché de l'immobilier. L'indice Nikkei des actions accède à son plus haut le 29 décembre 1989 quand il atteint un niveau intra-jour de 3 895 744 avant de clore à 3 891 587. Les taux pour le logement, les actions et les obligations augmente tellement qu'à un moment donné le gouvernement émet des obligations à 100 ans. 
La correction du problème de crédit (cf. Une bulle immobilière ci-dessous) devient encore plus difficile tandis que le gouvernement commence à subventionner les banques et les entreprises en difficulté, créant de nombreuses « entreprises zombies » comme elles sont appelées. Finalement, un système d'opération spéculative sur écart de rendement se développe par lequel l'argent est emprunté du Japon, investi ailleurs en vue de rendements et les Japonais sont remboursés, avec un bon bénéfice pour l'opérateur.

#### Bulle immobilière
Les années 1970 voient une financiarisation de l'économie, basée sur la création d'un marché secondaire de revente d'obligations de l’État japonais, qui se multiplient pour faire face à l'augmentation brutale des finances publiques, et dynamisée par l'émission par les grandes entreprises d'obligations et d'actions. Les banques, qui n'ont plus les capacités de financement nécessaires pour acheter les obligations et actions publiques et privées, se tournent à partir des années 1970 vers les petites entreprises et les épargnants. 
Parallèlement à cela, la Banque centrale pratique des taux d'intérêt bas afin de dynamiser l'économie, ainsi que des faibles taux interbancaires. L'objectif est de stimuler les emprunts et donc la consommation, bien qu'elle soit à crédit. Les banques utilisent les emprunts immobiliers comme collatéraux. Le crédit facile à obtenir contribue à créer et à engorger la bulle immobilière ; les banques font des prêts qui ont une garantie minimum de se faire rembourser, et qui base sa confiance sur le collatéral qu'est l'immobilier.
Au plus fort de la bulle, les valeurs immobilières sont extrêmement surévaluées. Les prix sont plus élevés dans le quartier Ginza de Tokyo en 1989, avec des propriétés de choix atteignant plus de 1,5 million de dollars par mètre carré. Les prix sont seulement un peu moindres dans d'autres quartiers de Tokyo. 
Le prix exorbitant de l'immobilier conduit les Japonais à s'éloigner de plus en plus des grandes villes. La frustration des électeurs conduit le gouvernement à mettre en place des politiques publiques pour freiner la bulle. La Banque du Japon augmente ainsi son taux d'intérêt de 2,5 à 6% entre 1989 et 1990, et le Ministère des Finances met en place un plafond sur les sommes que les banques peuvent emprunter de mars 1990 à décembre 1991. Un impôt sur le prix de la terre est mis en place en 1992 afin d'augmenter le prix de la possession de la terre, et ainsi réduire la demande de terre. Ces politiques fonctionnent et font exploser la bulle immobilière.
La période post effondrement de la bulle (崩壊, hōkai), qui se produit progressivement plutôt que de manière catastrophique, est connue au Japon sous le nom « décennie perdue ou fin du XXe siècle » (失われた10年, ushinawareta jūnen). En 2004, la prime « A » à la propriété dans les quartiers financiers de Tokyo chute et les résidences de Tokyo sont à une fraction de leur pic mais parviennent encore à être répertoriées comme l'immobilier le plus cher du monde. Des milliers de milliards sont anéantis avec l'effondrement combiné de la bourse de Tokyo et des marchés immobiliers. L'indice boursier Nikkei 225 touche finalement le fond à 7 603,76 en avril 2003, remonte à un nouveau sommet de 18 138 en juin 2007, avant de reprendre une tendance à la baisse. Le mouvement à la baisse du Nikkei est probablement dû à des problèmes économiques nationaux autant qu'à l'échelle mondiale.

## De la décennie perdue à de nos jours

### Marasme et déflation

#### Années 1990 moroses
Tout au long des années 1970, le Japon disposait du troisième produit national brut mondial, juste derrière les États-Unis et l'Union soviétique. Il occupe la première place parmi les grands pays industriels en 1990 dans le PNB par habitant à 23 801 $, en forte hausse par rapport aux 9 068 $ de 1980. Cependant, ce résultat est en trompe-l’œil : le Japon capitalise sur sa croissance d'après-guerre, mais entre dans une phase de stagnation.
En 1992, la moyenne des stocks du Nikkei 225 commence l'année à 23 000 points mais tombe à 14 000 points à la mi-août avant de se stabiliser à 17 000 points à la fin de l'année. La croissance réelle du PNB japonais ralentit à 1,7 %. Même les industries comme l'automobile et l'électronique, qui ont connu une croissance phénoménale dans les années 1980, entrent dans une période de récession en 1992. Le marché intérieur pour les voitures japonaises diminue en même temps que baisse la part du Japon dans le marché des États-Unis. La demande extérieure et intérieure de l'électronique japonaise baisse également et le Japon semble sur la voie de perdre son leadership mondial sur le marché des semi-conducteurs au profit des États-Unis, de la Corée et de Taiwan.
En 1955, environ 40 % de la population active travaille encore dans l'agriculture mais ce chiffre baisse à 17 % en 1970 et à 7,2 % en 1990. Le gouvernement estime à la fin des années 1980 que ce chiffre tombera à 4,9 % en 2000 tandis que le Japon importe de plus en plus de sa nourriture et que disparaissent les petites fermes familiales.
Le Japon subit une crise bancaire entre 1997 et 1998 qui voit plusieurs de ses grandes institutions financières faire faillite. Cette crise aboutit à un resserrement du crédit qui frappe violemment les petites et moyennes entreprises japonaises ainsi que les épargnants, réduisant les investissements et la demande nationale. 
L'économie japonaise étant tirée par ses taux élevés d'investissement, le krach frappe particulièrement fort le pays. Les investissements directs à l'étranger se multiplient et les entreprises manufacturières japonaises perdent dans une certaine mesure de leur avance technologique. Comme les produits japonais sont moins compétitifs à l'étranger, certaines économistes soutiennent que le faible taux de consommation commence à peser sur l'économie, provoquant une spirale déflationniste.

#### Déflation
La déflation au Japon commence au début des années 1990, et piège l'archipel dans une trappe à inflation faible. Les raisons systémiques de cette déflation comprennent :
- La chute du prix des actifs due à une surévaluation durant la bulle des prix. Celle-ci a touché à la fois les actions et l'immobilier au Japon dans les années 1980, avec un pic à la fin de 1989. L'implosion brutale de la bulle a fait perdre les deux tiers de sa valeur à l'immobilier, grévant d'autant la richesse de la nation. Or, les banques utilisaient pour collatéral la terre. Lorsque les valeurs immobilières ont chuté, de nombreux prêts sont restés impayés ; les banques pouvaient essayer de récupérer la garantie (la terre), mais en raison des valeurs immobilières réduites cela ne rembourserait pas le prêt. Les banques ont retardé la décision de se payer sur la garantie, en espérant que les prix des actifs s'améliorent. Ces retards ont été autorisés par les régulateurs bancaires nationaux. Certaines banques font encore plus de prêts à ces entreprises, prêts qui sont utilisés pour le service de la dette qu'ils ont déjà. Ce processus continu est appelé maintien d'une « perte latente » et jusqu'à ce que les actifs soient réévalués et/ou vendus (et la perte réalisée), il continuera d'être une force déflationniste de l'économie.

- Les « sociétés zombies » et insolvables se sont multipliées, financées artificiellement par les banques dans l'espoir qu'elles survivent et remboursent leurs prêts.

- Les banques insolvables : les banques avec un grand pourcentage de leurs prêts qui sont « non productifs » (prêts dont les paiements ne sont pas effectués) mais qui ne les ont pas encore amortis. Ces banques ne peuvent plus prêter d'argent jusqu'à ce qu'elles augmentent leurs réserves de liquidité pour couvrir les créances douteuses. Ainsi, la quantité de prêts est réduites plus rapidement et moins de fonds sont disponibles pour la croissance économique.

- La peur de l'insolvabilité des banques : les Japonais ont peur que les banques s'effondrent, aussi préfèrent-ils acheter de l'or ou des bons du Trésor (américains ou japonais) au lieu d'économiser leur argent dans un compte bancaire. Les gens économisent aussi en possédant des biens immobiliers.

La recherche économique tend à montrer que malgré tous les effets négatifs de la déflation, qui plomberont la croissance japonaise pendant plus des vingt années à suivre, la baisse généralisée des prix a permis une hausse mécanique des taux d'intérêt réels, qui a aidé à soutenir la croissance au Japon après 1998. Ce mécanisme a permis de créer une sorte de coussin économique au Japon, mais n'a pas assez duré pour inverser la tendance. On remarque que les ménages japonais, parce qu'ils ont un asset-to-income ratio élevé, et parce qu'ils n'aiment pas les fluctuations, voient leur consommation augmenter en cas de hausse des taux d'intérêt, contrairement aux ménages qui ont des ratios de dette élevés. Cela réduit les tentatives de dynamisation de l'économie par la baisse des taux d'intérêt.

#### Tentatives de dynamisation du commerce
Après une légère hausse au début des années 1990, le Japon met en place une politique généralisée de baisse des droits de douane en accord avec ses pays partenaires. Les taux commencent à baisser vers 1995, pour connaître leur plus grande chute vers 2007. Ces baisses sont dues aux suppressions progressive des clauses de la nation la plus favorisée (entre 1994 et 2003), puis à la création de conventions de libre-échange. Ces baisses des droits de douane permettent une baisse des prix à la consommation.
Les conventions de libre-échange ont pour effet de renforcer l'industrie japonaise, bien que les études économiques tendent à montrer que ces accords profitent plus aux échanges intra-firmes qu'aux échanges inter-firmes.

### Défis et enjeux modernes

#### Politiques publiques diverses aux résultats peu probants
Le 19 mars 2001, la Banque du Japon et le gouvernement japonais essayent d'éliminer la déflation japonaise en réduisant les taux d'intérêt à 0, situation unique à l'époque dans le monde développé (Zero interest rate policy). Cela fait partie d'une grande politique d'assouplissement quantitatif. Nonobstant les taux d'intérêt proches de zéro sur une longue période, cette stratégie ne réussit pas. Certains économistes, comme Paul Krugman, et certains hommes politiques japonais conseillent au gouvernement de causer délibérément (ou au moins créer la peur de) l'inflation. En juillet 2006, il est mis un terme à la politique de taux zéro. En 2008, la Banque centrale du Japon avait encore les taux d'intérêt les plus bas dans le monde développé et la déflation n'a pas encore été éliminée.
The Economist suggère que des améliorations à la loi sur les faillites, le droit de transfert des terres et les lois fiscales aideront l'économie du Japon. En octobre 2009, le gouvernement japonais annonce son intention d'augmenter les taxes sur le tabac et les écotaxes tout en réduisant les taux pour les petites et moyennes entreprises, selon la NHK.
En 2011, le Japon dirigé par Yoshihiko Noda décide d'envisager d'adhérer à l'accord de partenariat transpacifique dans l'espoir de dynamiser son commerce.
La politique économique au cours des derniers trimestres au Japon est influencée par le débat relatif aux Abenomics tandis que le gouvernement poursuit une politique agressive de hausse des dépenses d'infrastructure du gouvernement et d'importantes dévaluations du yen.
Le Japon doit faire face au défi du vieillissement de sa population, qui est la plus vieille du monde.
Les recherches économiques sur le comportement des ménages japonais tend à montrer qu'il existe une forme d'équivalence ricardienne, les Japonais comprimant leur consommation lorsque la dette publique augmente du fait d'une anticipation d'une augmentation des impôts pour compenser la hausse de la dette. Cet effet réduit l'efficacité du levier de la relance budgétaire.

#### De la crise financière de 2008 au choc économique de 2020
La crise économique mondiale des années 2008 et suivantes fait chuter le PIB ainsi que les prix, enfonçant le Japon encore plus dans la déflation. Cette crise était donc un choc de demande principalement. Le pays subit une perte de 0,7 % de son PIB réel en 2008 suivie d'une grave perte de 5,2 % en 2009. La croissance de l'archipel diverge donc négativement de la croissance mondiale, qui est en hausse de 3,1 % en 2008 suivie d'une perte de 0,7 % en 2009. La chute brutale des exportations vers les États-Unis (-40%) et vers la Chine (-10%) fait baisser la demande et augmenter le chômage. La recherche économique tend à montrer que l'impact à long terme n'a pas été très important, malgré des pertes à court terme. 
Le tremblement de terre de Tohoku de 2011 déstabilise l'économie japonaise. Elle fait redémarrer l'inflation en même temps que le PIB chute. Ce choc économique est ainsi principalement un choc de demande. 
Le Japon est frappé par la pandémie de Covid-19 de manière plus faible que les pays développés. Les conséquences macroéconomiques dans les premiers mois de la crise sont sur plusieurs points comparables à celle du tremblement de terre de Tohoku de 2011. Les ventes des supermarchés ainsi que les prix ont évolué de manière similaire. Cependant, le choc économique de 2020 est anticipé de manière moins inflationniste par les ménages que le choc de 2011. Cela suggère que le choc économique dû à la pandémie, bien qu'il soit à la fois un choc de demande ainsi qu'un choc d'offre, est avant tout un choc de demande. La chute de l'offre de travail en 2020 a fait augmenter les prix d'environ 20%, de manière apparemment temporaire. Les secteurs les plus touchés sont le tourisme, les loisirs et les restaurants ; les deux seuls secteurs qui profitent de la crise sont le commerce en ligne et la livraison.